# Taubentürme in Frankreich

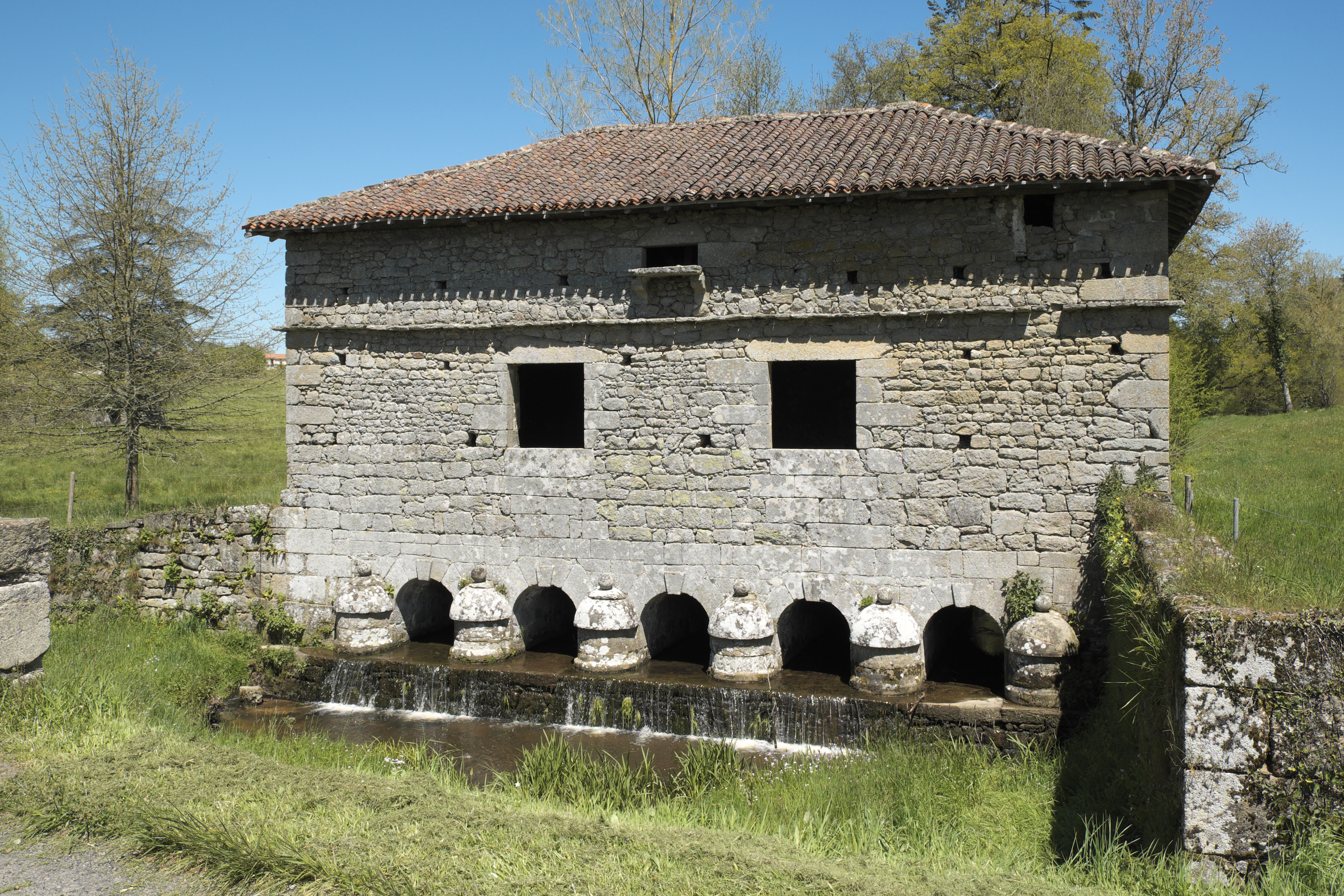
Pont-colombier in Veyrac: ein Brückenhaus mit Taubenschlag im oberen Bereich

Die Taubentürme in Frankreich (französisch colombier oder pigeonnier) gibt es in großer Vielfalt in unterschiedlichen Bauarten, die teilweise regionale Ausprägungen erfahren haben.

## Geschichte
Die Taubentürme konnten in der Regel während des Ancien Régime von den Grundherren nur mit königlicher Erlaubnis gebaut werden. Per Dekret der Assemblée nationale vom 4. August 1789 wurde dieses Privileg bei der Aufhebung der Feudalrechte abgeschafft. Der Artikel 2 lautet: „Le droit exclusif des fuies et colombiers est aboli…“
Die Taubentürme sollten den Reichtum und die Macht des Besitzers zeigen. Ebenso wurden damals Tauben in großen Mengen verzehrt, weshalb die Taubenzucht wirtschaftlich interessant sein konnte. Die größten Taubentürme beherbergten bis zu 3000 Taubennester.
Eine besondere Form der Taubentürme werden fuies genannt, das sind Türme über Brücken (sehr selten) oder Tortürme (vor allem bei Bauernhöfen), die nur im oberen Bereich den Tauben Unterkunft bieten. Im unteren Bereich haben sie eine andere Funktion. Taubentürme können sich auch über oder direkt an Wohngebäuden befinden.

## Bauformen

### Rundtürme
Die mit Abstand häufigste Form der Taubentürme sind die Rundtürme aus Bruchstein oder seltener aus Haustein. Manche Taubentürme entstanden aus Wehrtürmen mittelalterlicher Burganlagen (siehe z. B.: Taubenturm in Courtioux).

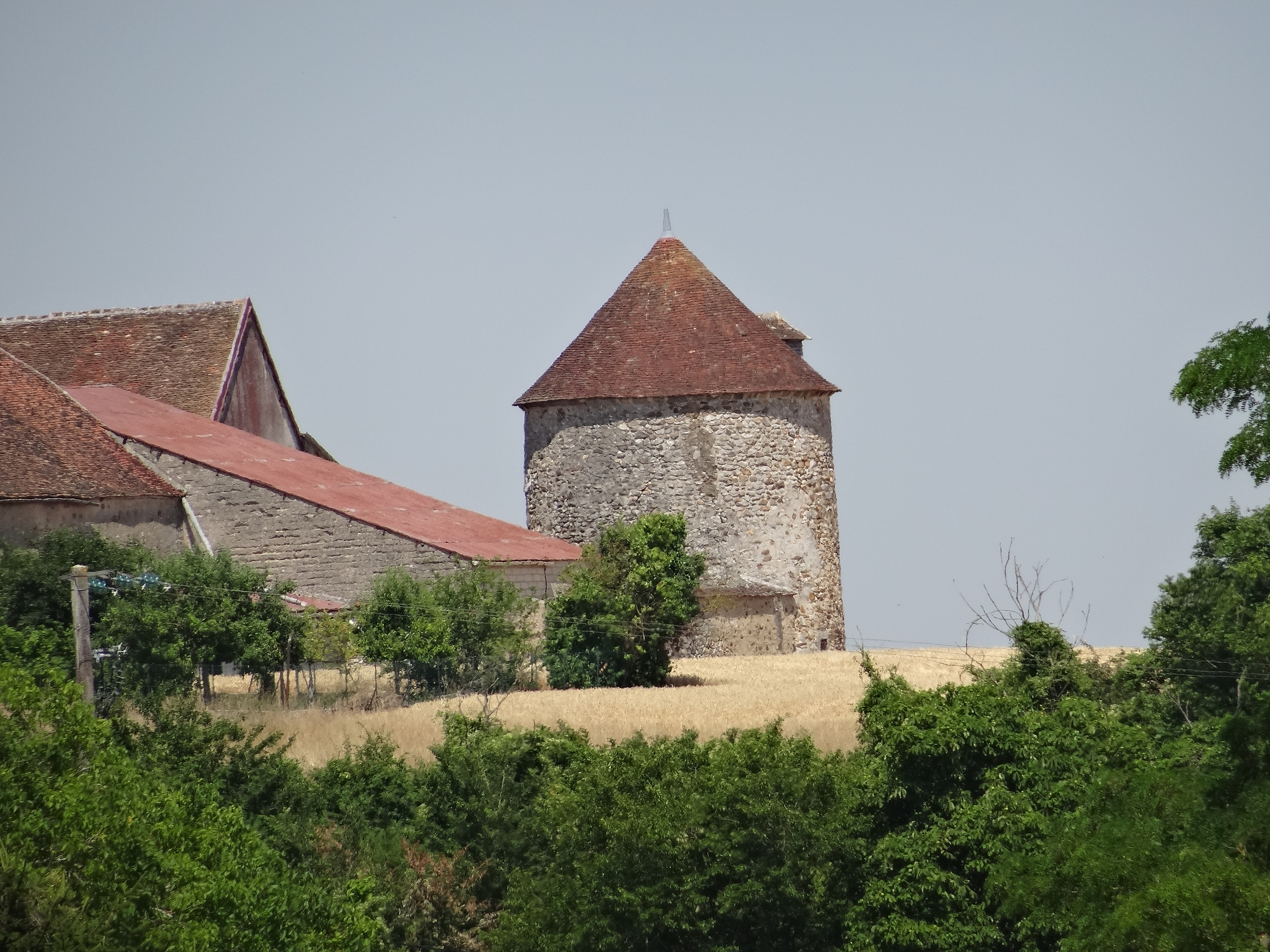
Taubenturm eines Bauernhofs im Département Aube, 15. Jahrhundert
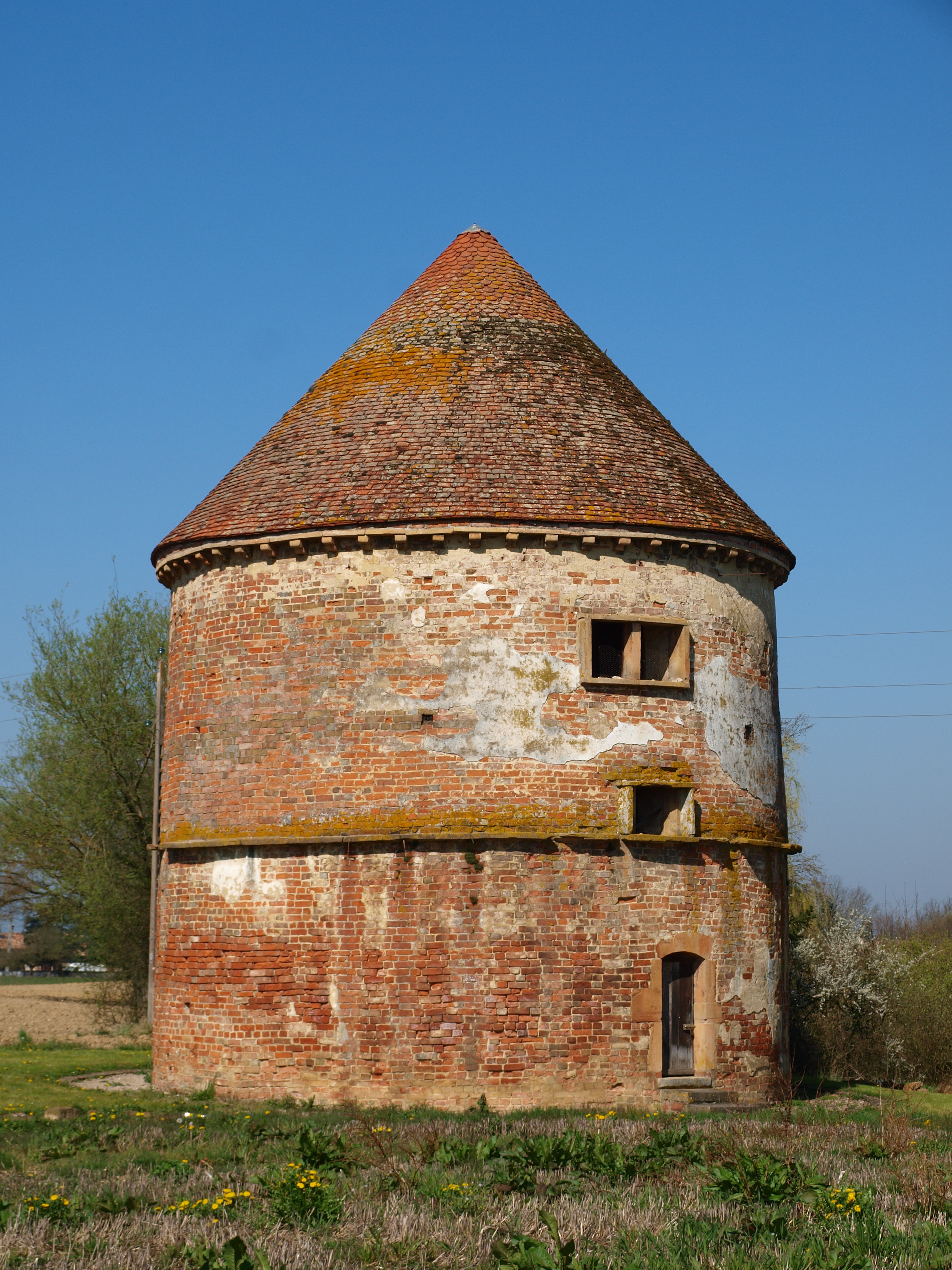
Taubenturm im Département Ain, 16. Jahrhundert
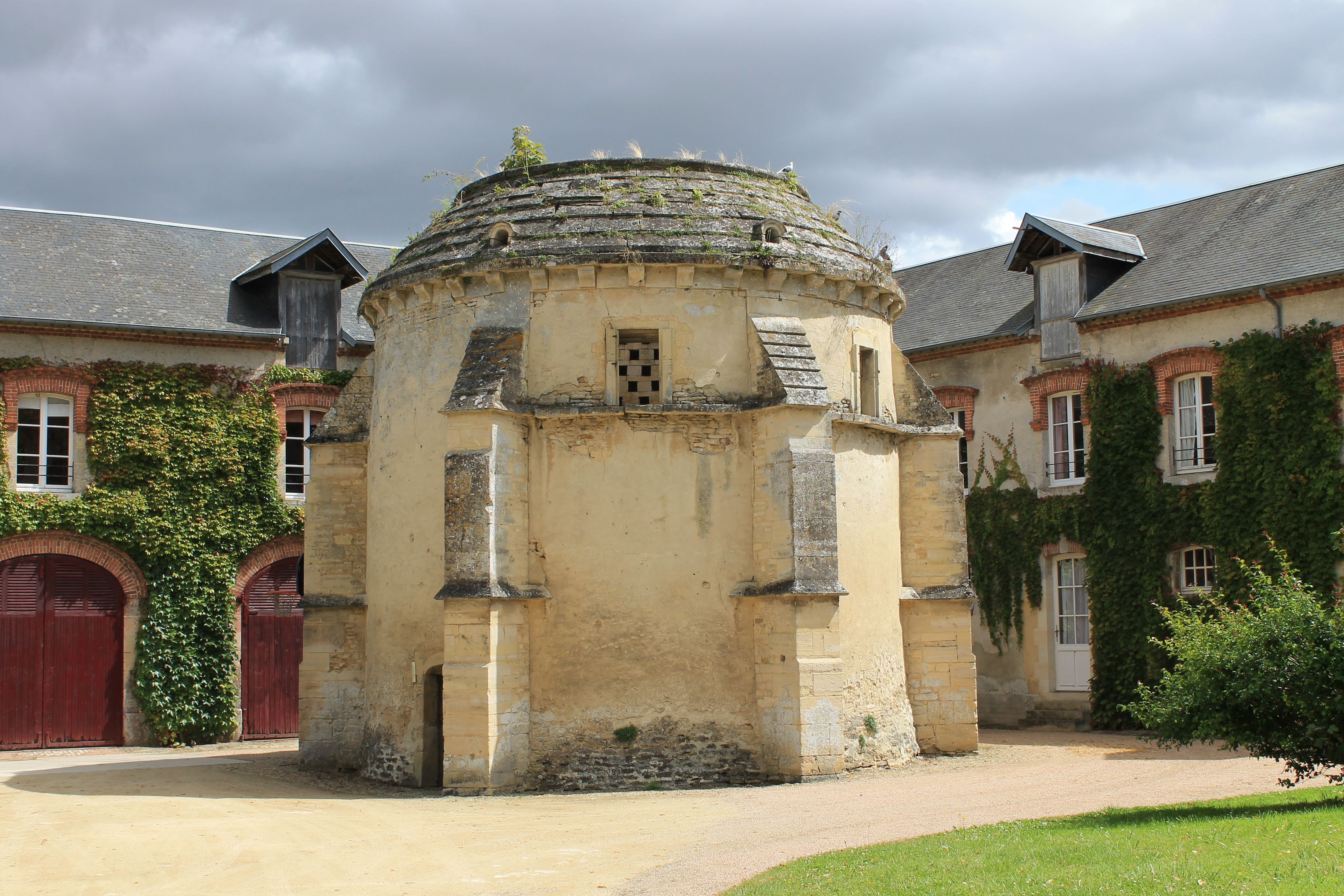
Taubenturm mit Strebepfeilern im Département Calvados, 16. Jahrhundert
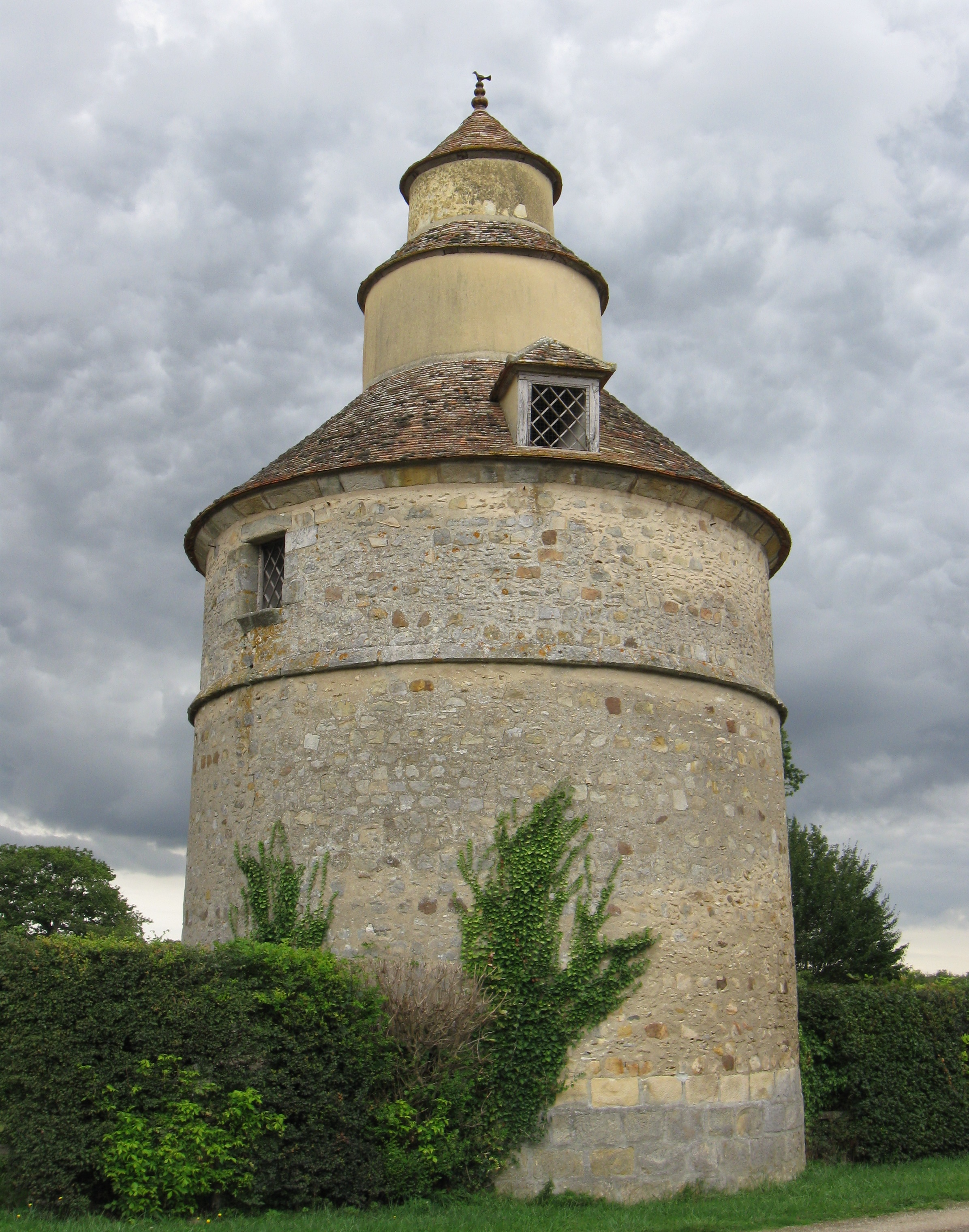
Taubenturm im Département Seine-et-Marne, 16. Jahrhundert

### Rechteckige Türme

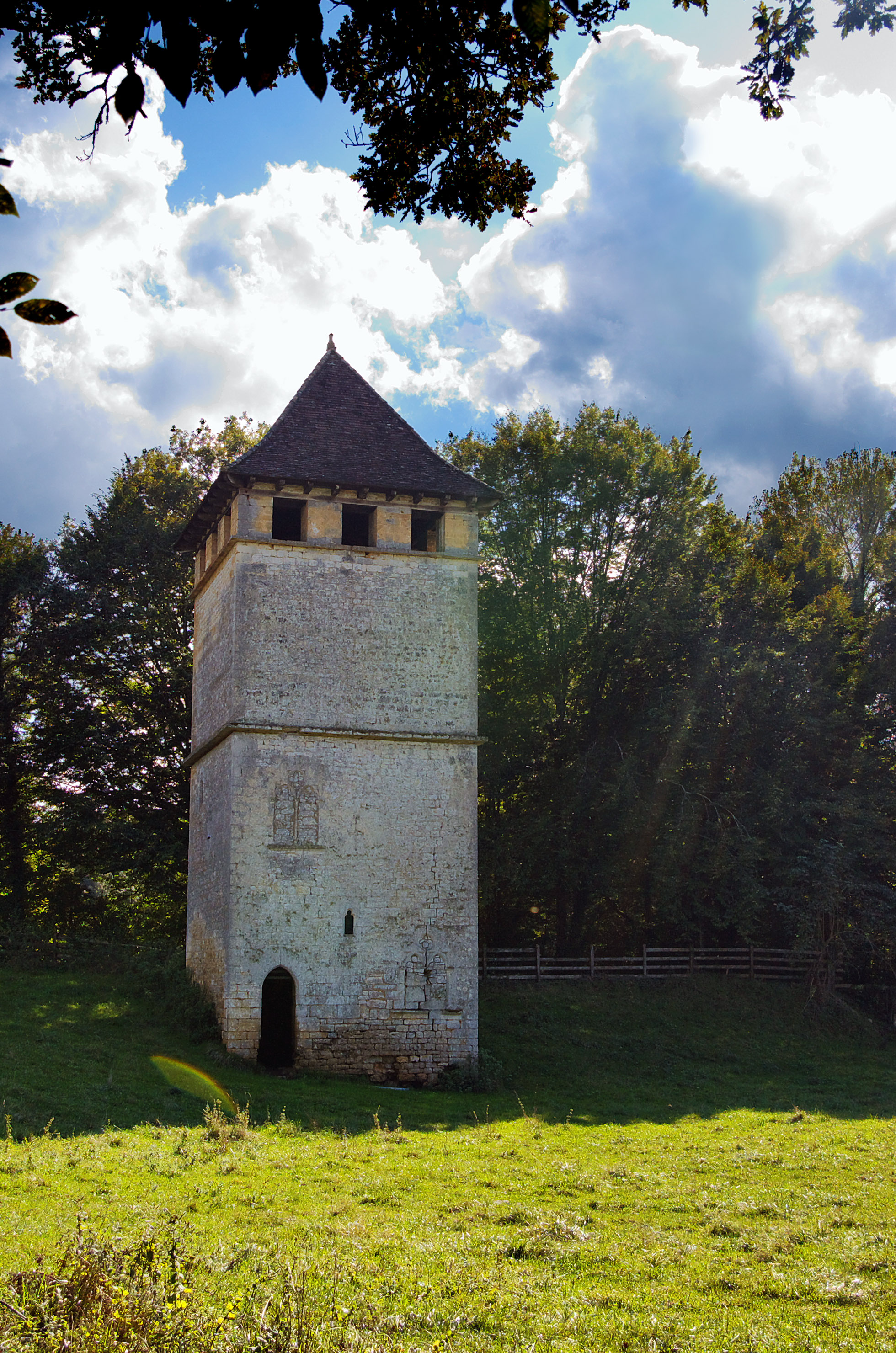
Taubenturm im Département Lot, 14. Jahrhundert
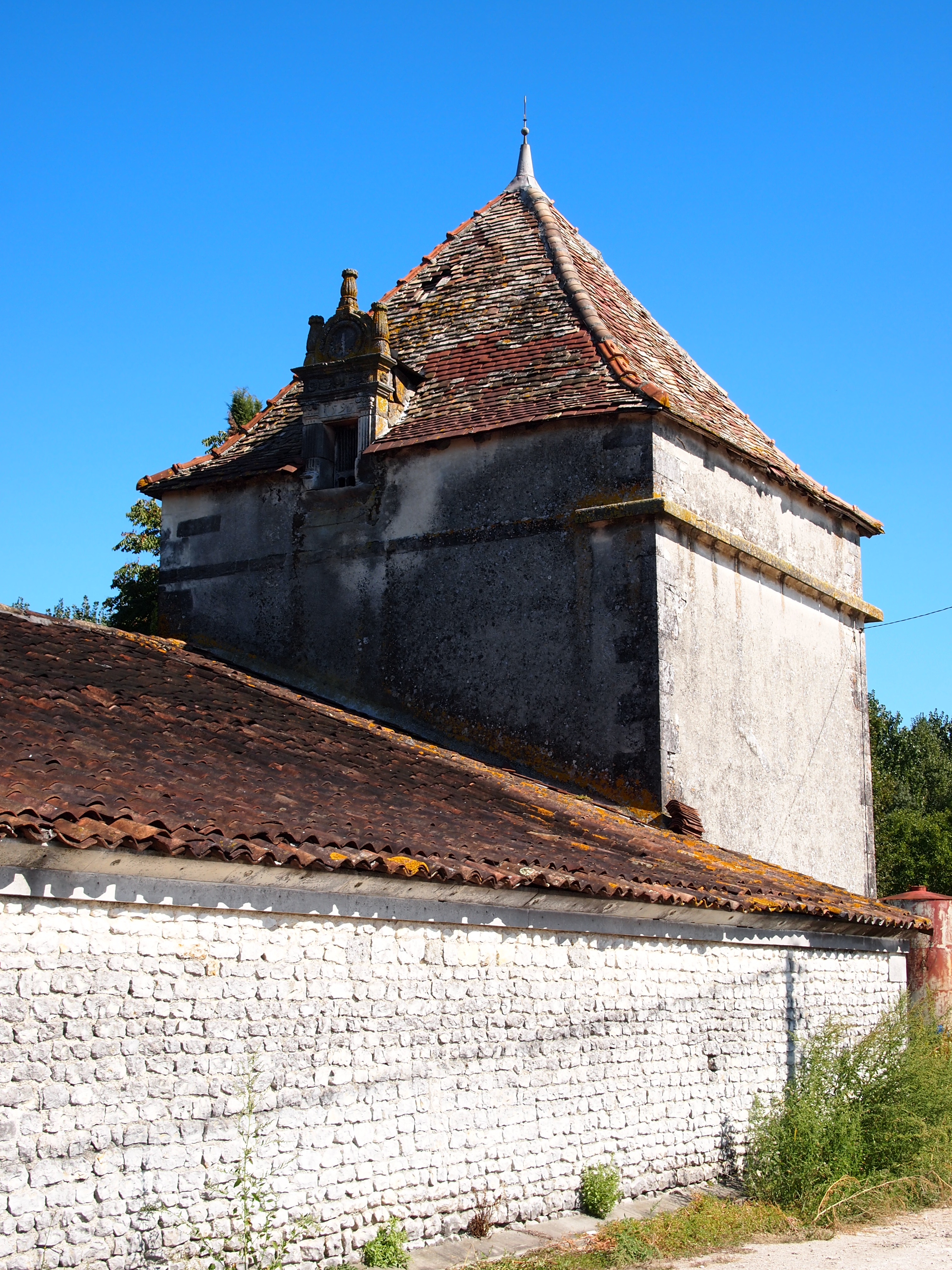
Taubenturm der Domaine de Beaulieu im Département Charente-Maritime, erbaut 1595
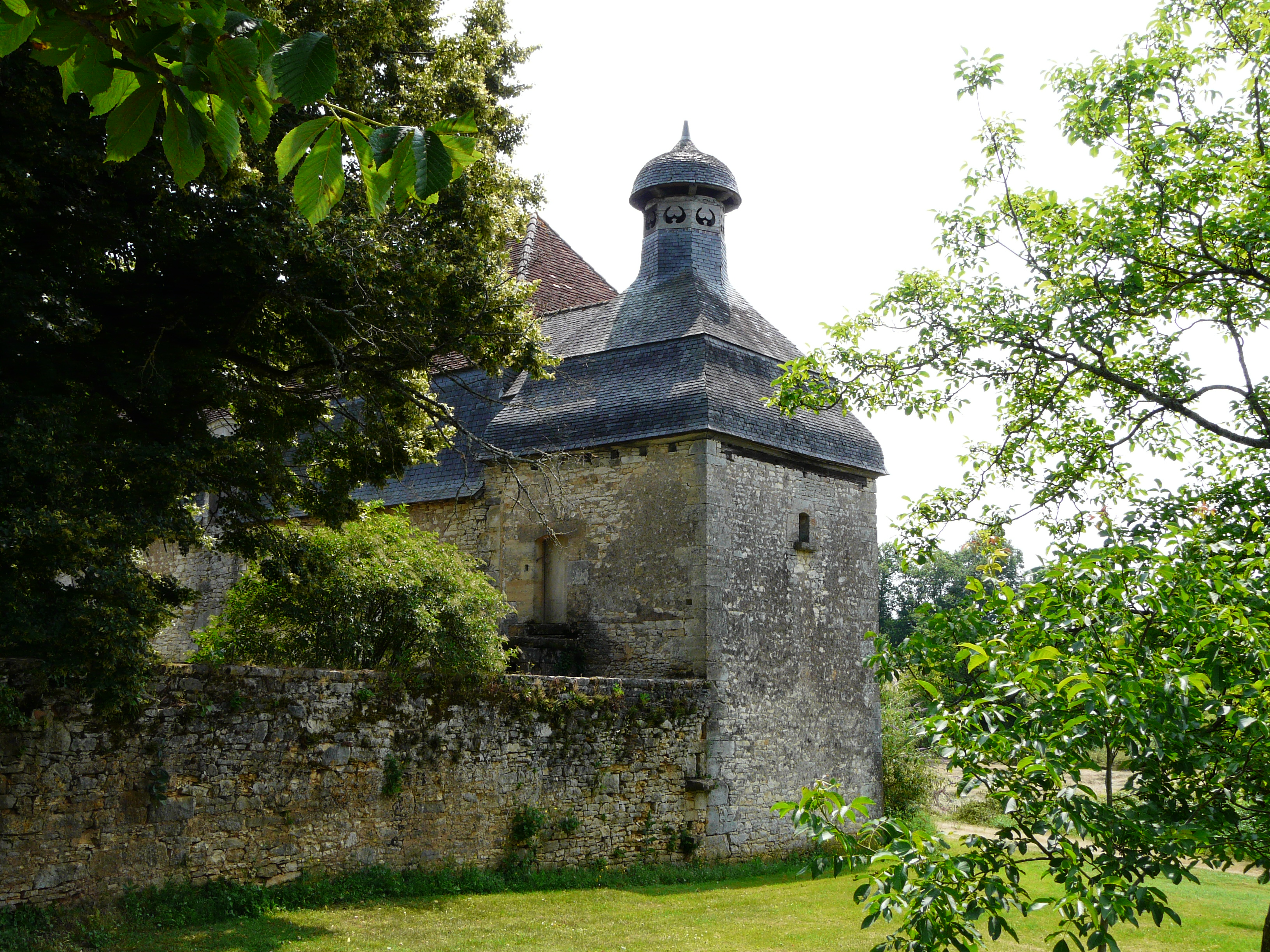
Taubenturm im Département Dordogne, 17./18. Jahrhundert
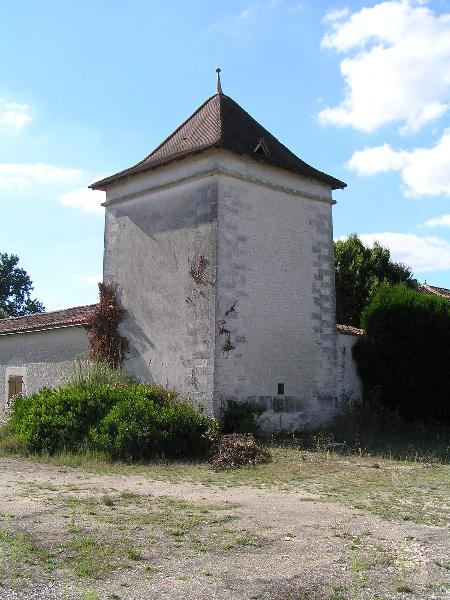
Taubenturm eines Herrenhauses im Département Charente, 19. Jahrhundert

### Oktogonale Türme

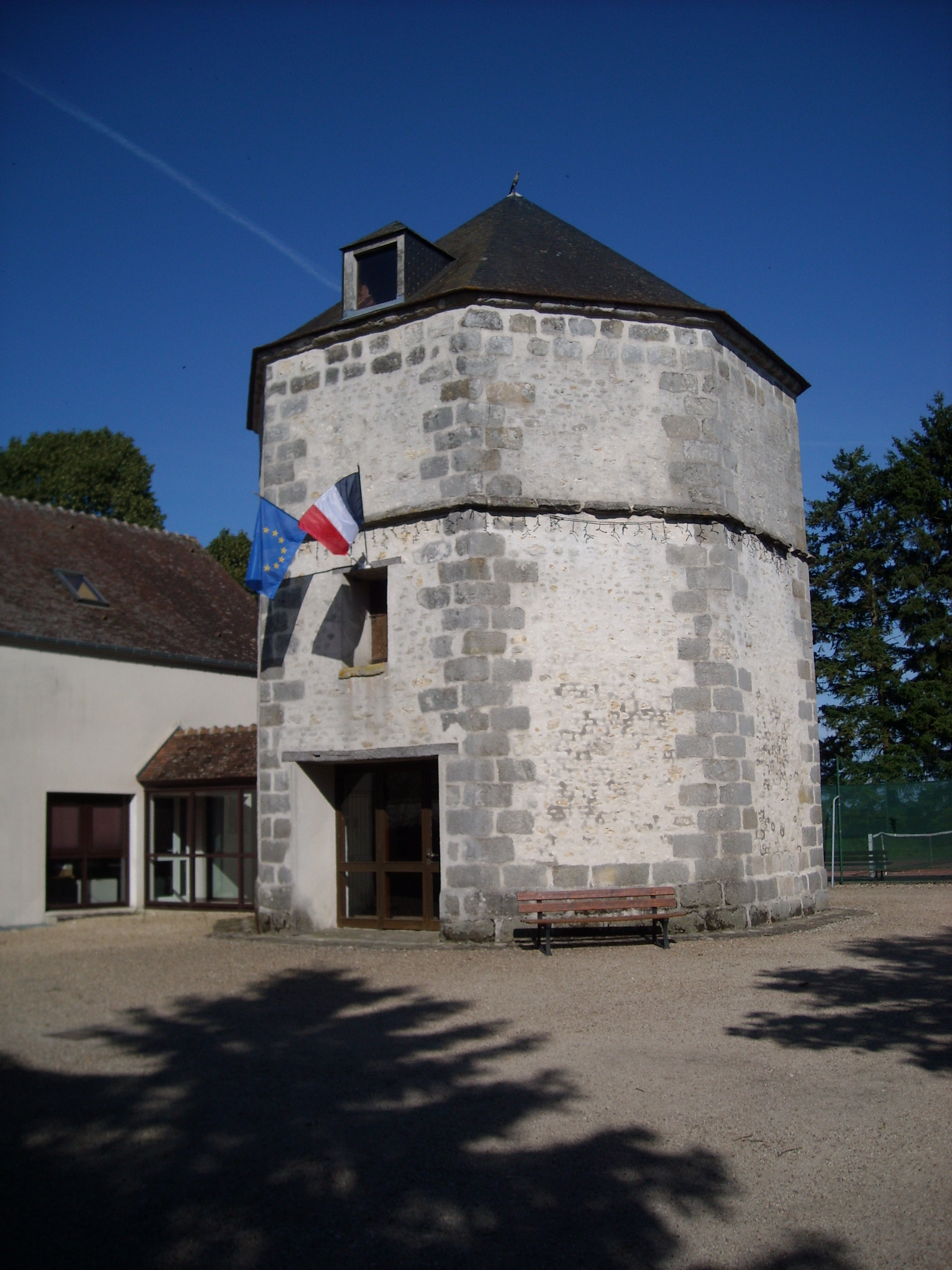
Taubenturm im Département Seine-et-Marne, erbaut 1627
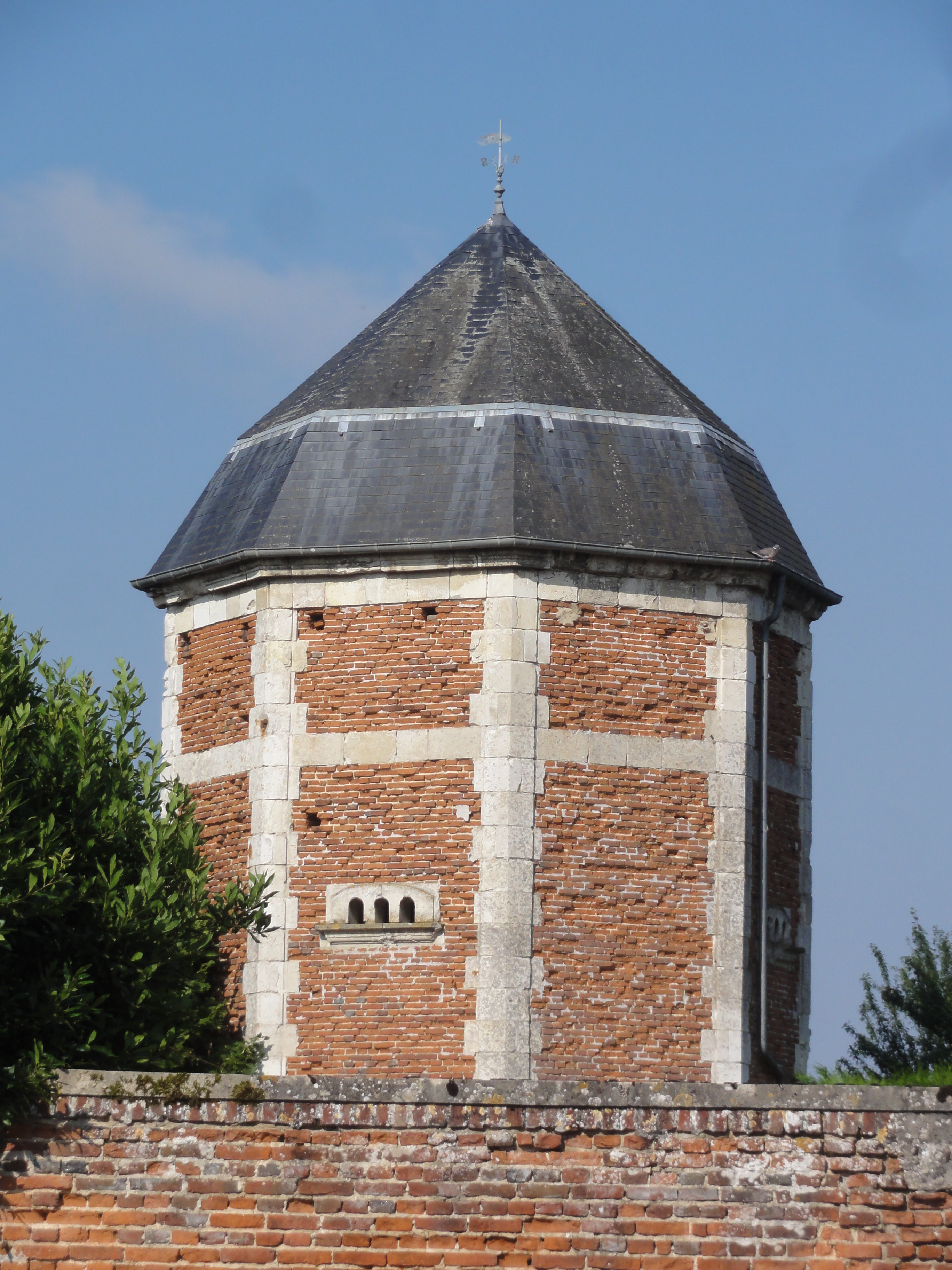
Taubenturm im Département Aisne, 17. Jahrhundert
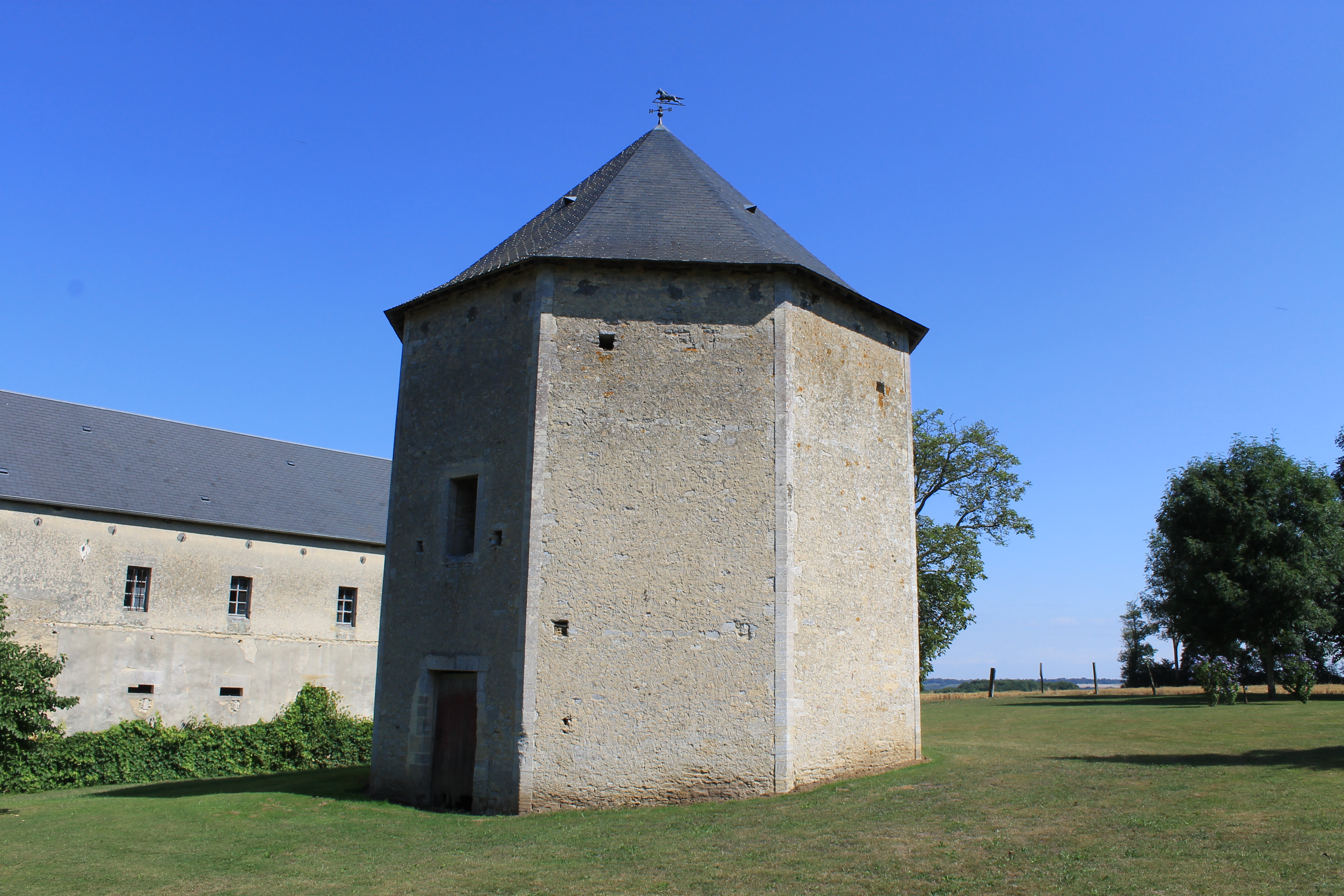
Taubenturm im Département Calvados, 18. Jahrhundert
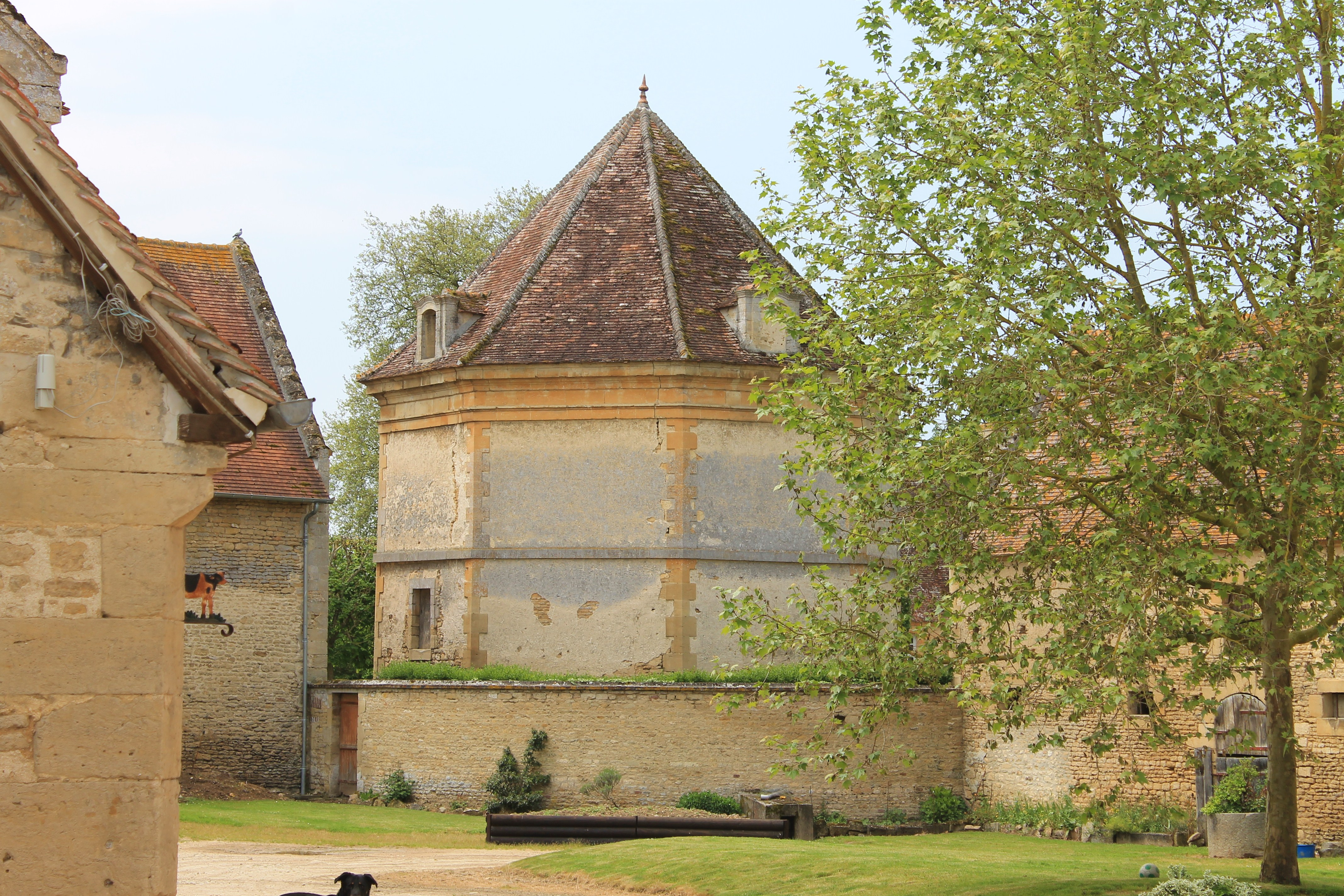
Taubenturm im Département Calvados, 18. Jahrhundert

### Tortürme

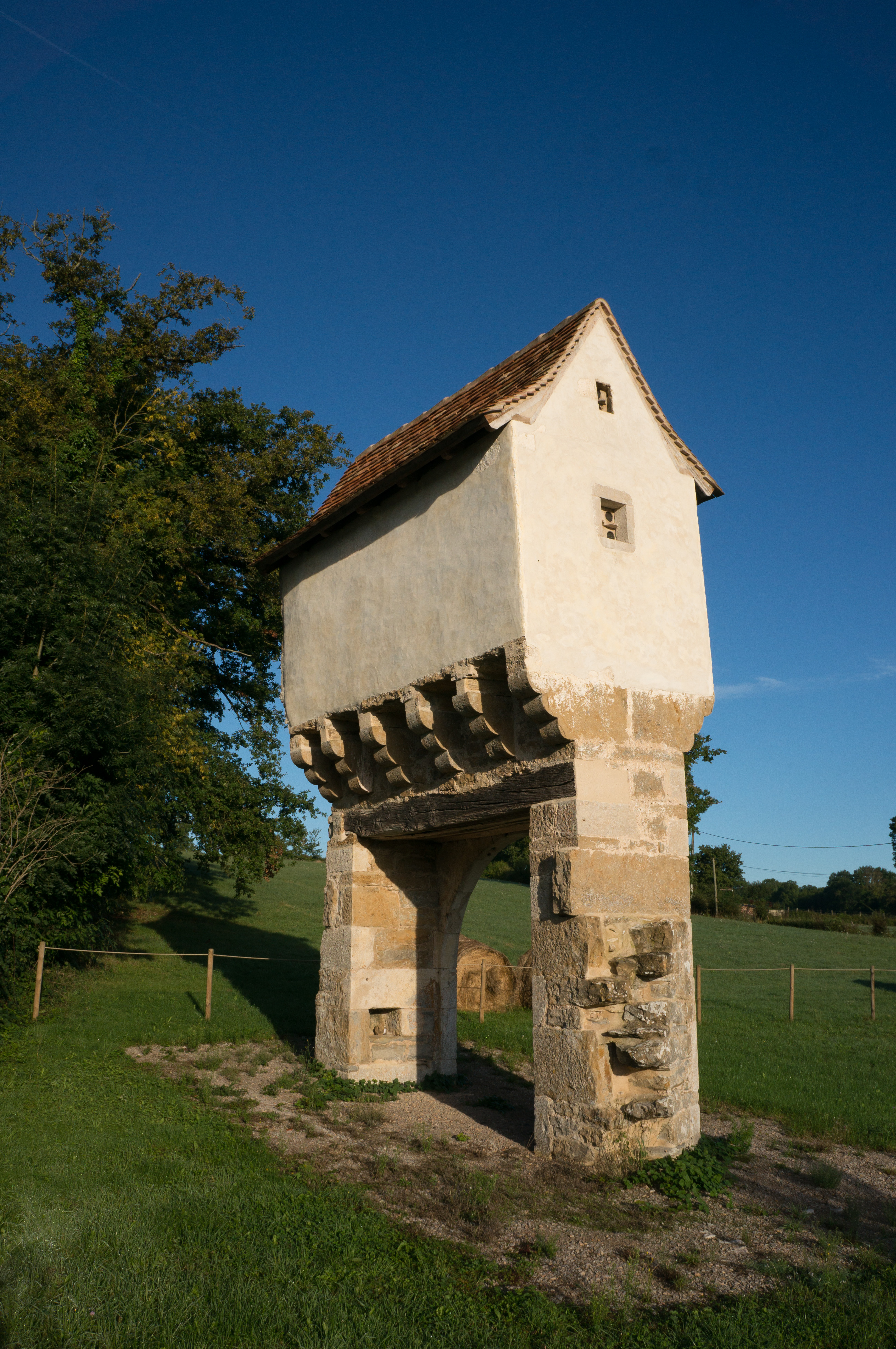
Taubenturm im Département Lot, 15. Jahrhundert
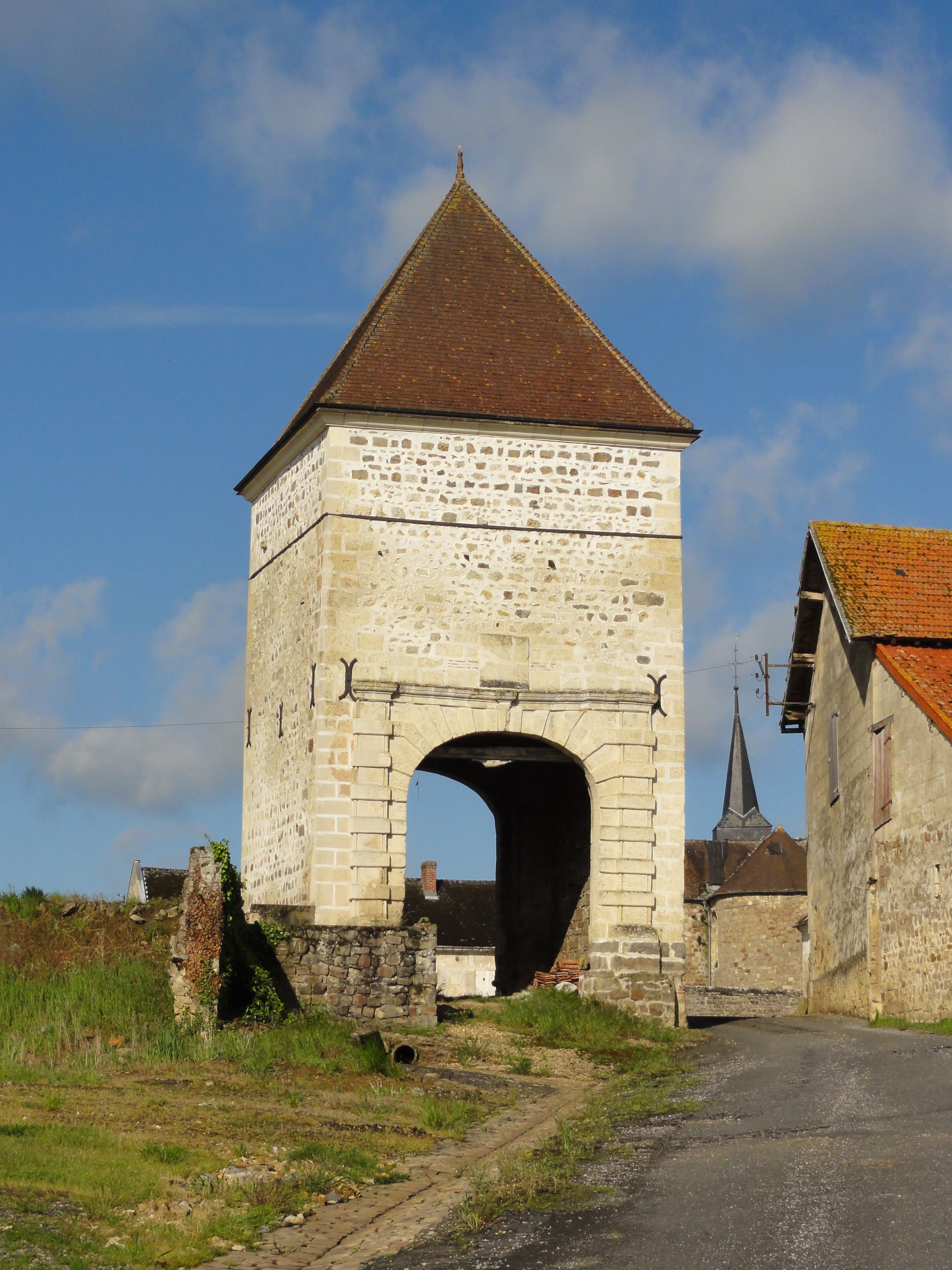
Torturm zu einem verschwundenen Bauernhof im Département Aisne, 17. Jahrhundert
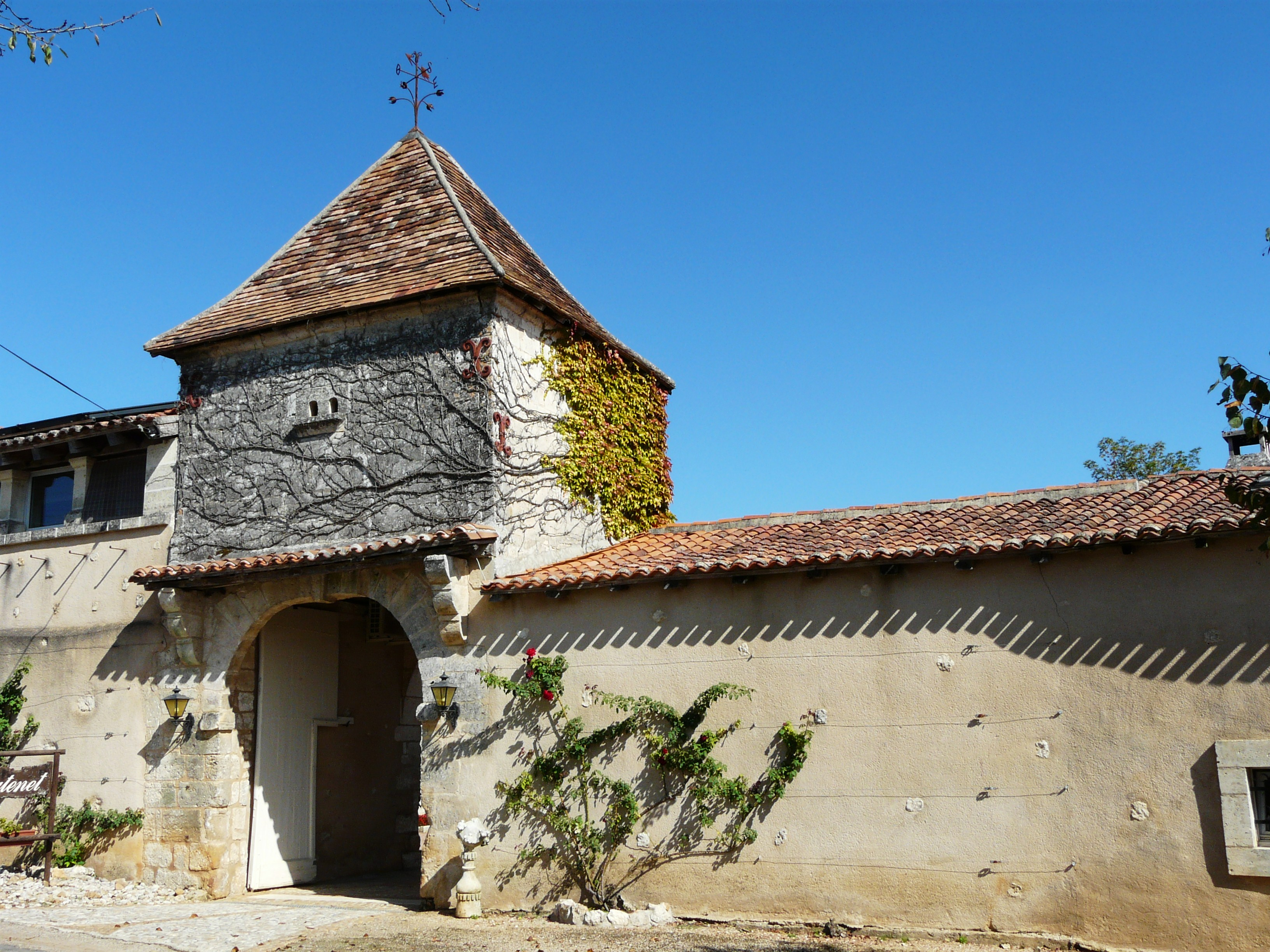
Taubenturm im Département Dordogne, 17./18. Jahrhundert
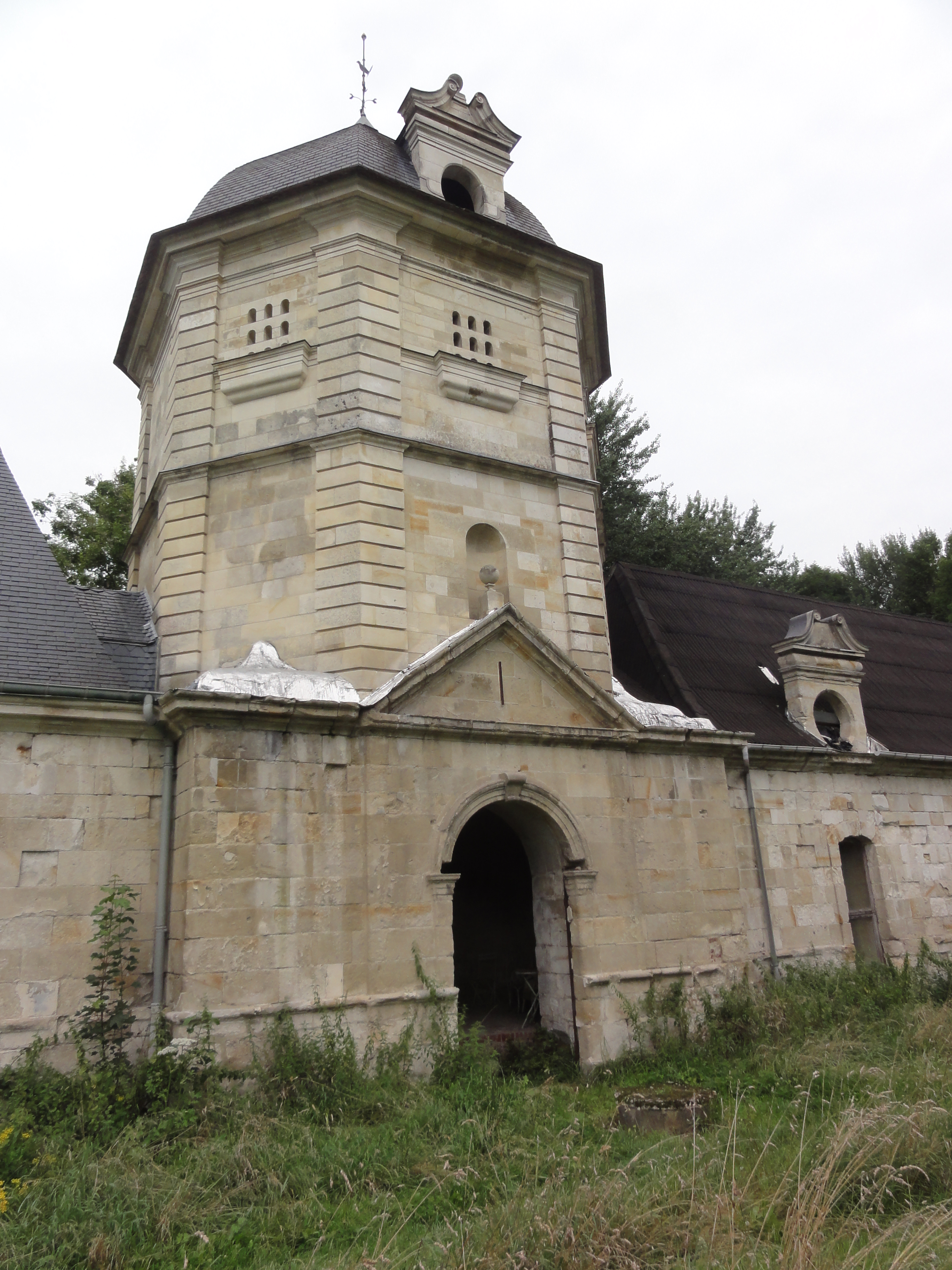
Torturm einer ehemaligen Abtei im Département Aisne, 18. Jahrhundert

### Fachwerkgebäude

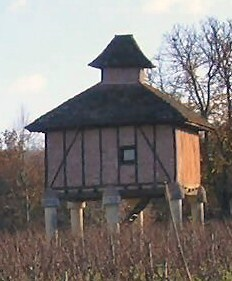
Taubenturm im Département Lot, 15./16. Jahrhundert
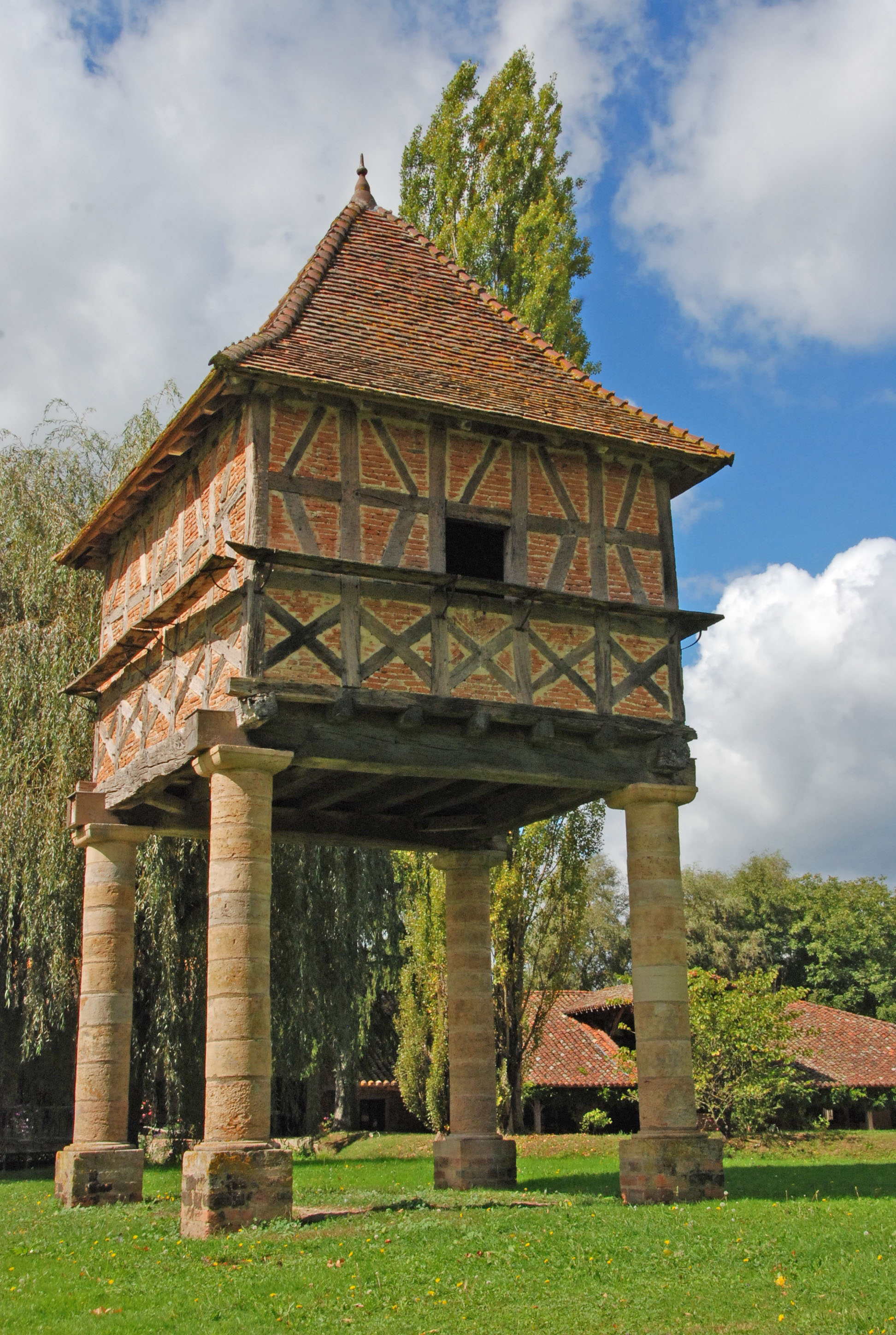
Taubenhaus im Département Ain, 17. Jahrhundert
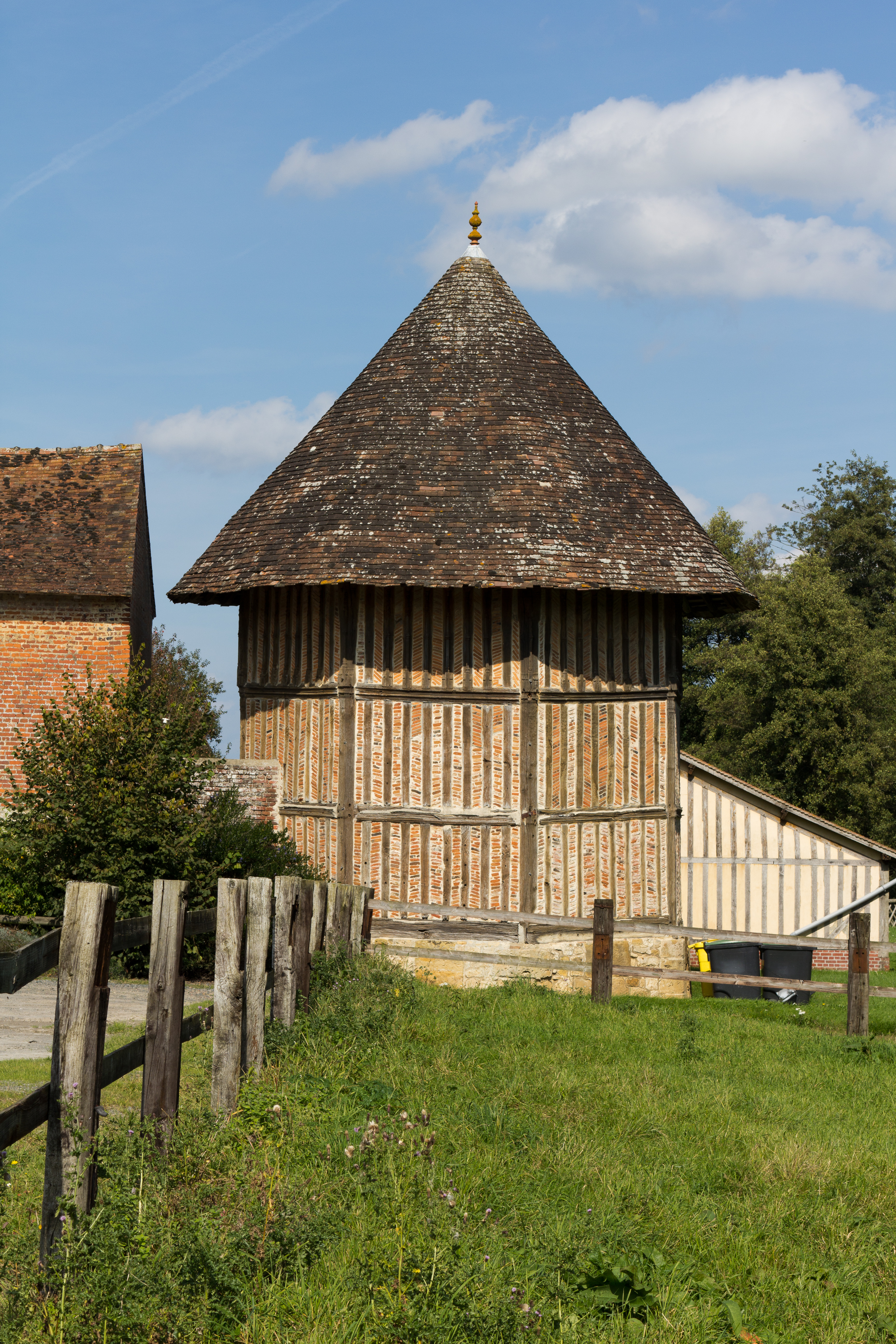
Taubenturm Département Calvados, 16. Jahrhundert

### Mischformen

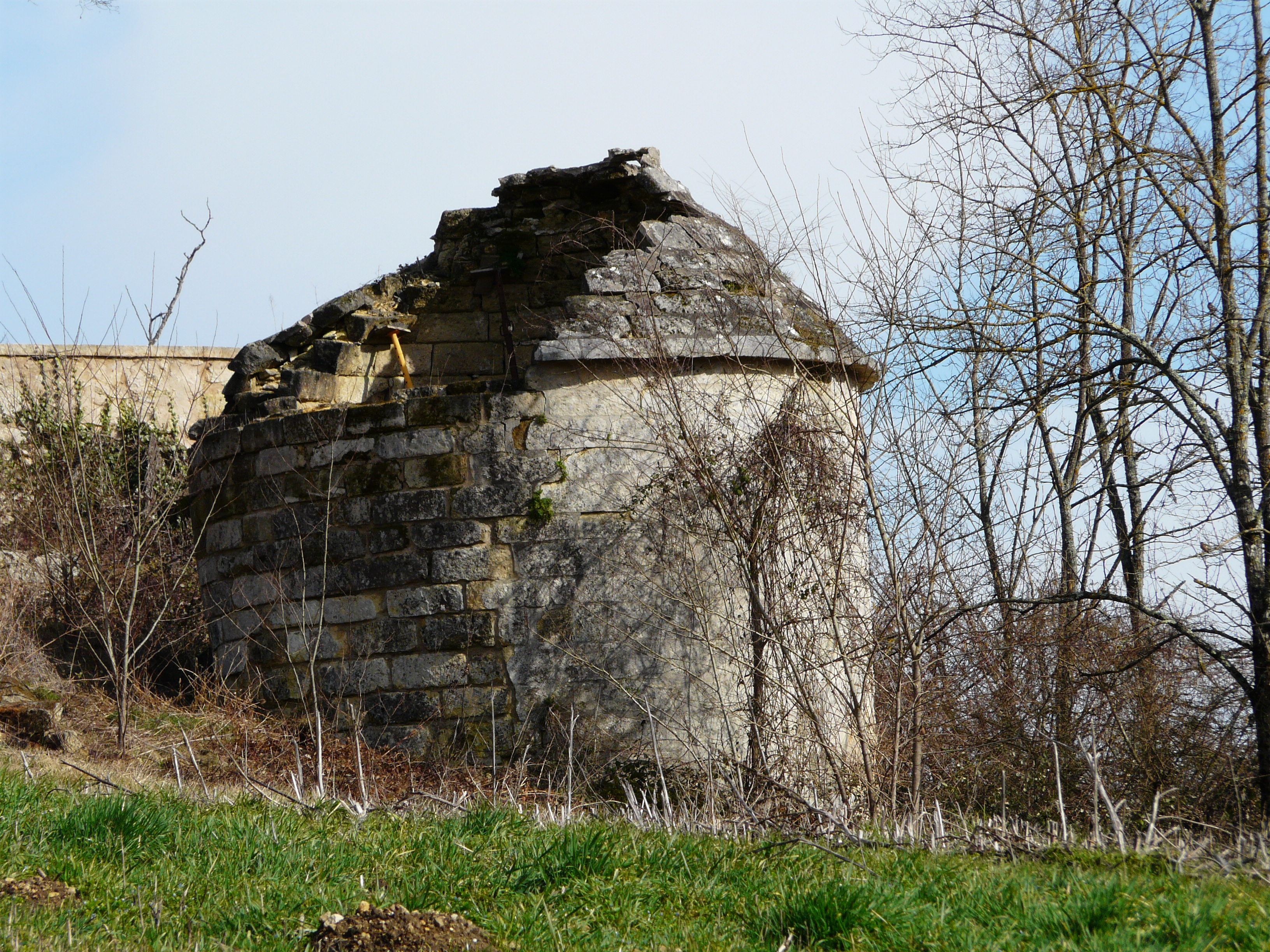
Taubenturm mit steinerner Kuppel, die eingestürzt ist, 16. Jahrhundert
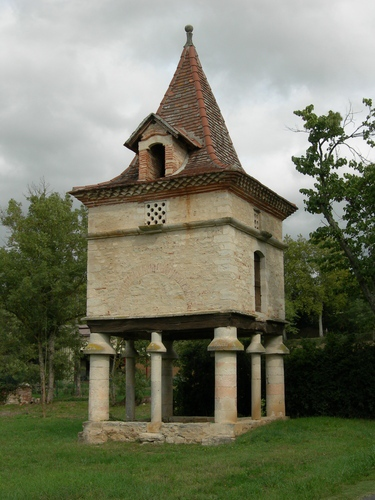
Taubenhaus im Département Tarn, erbaut 1779
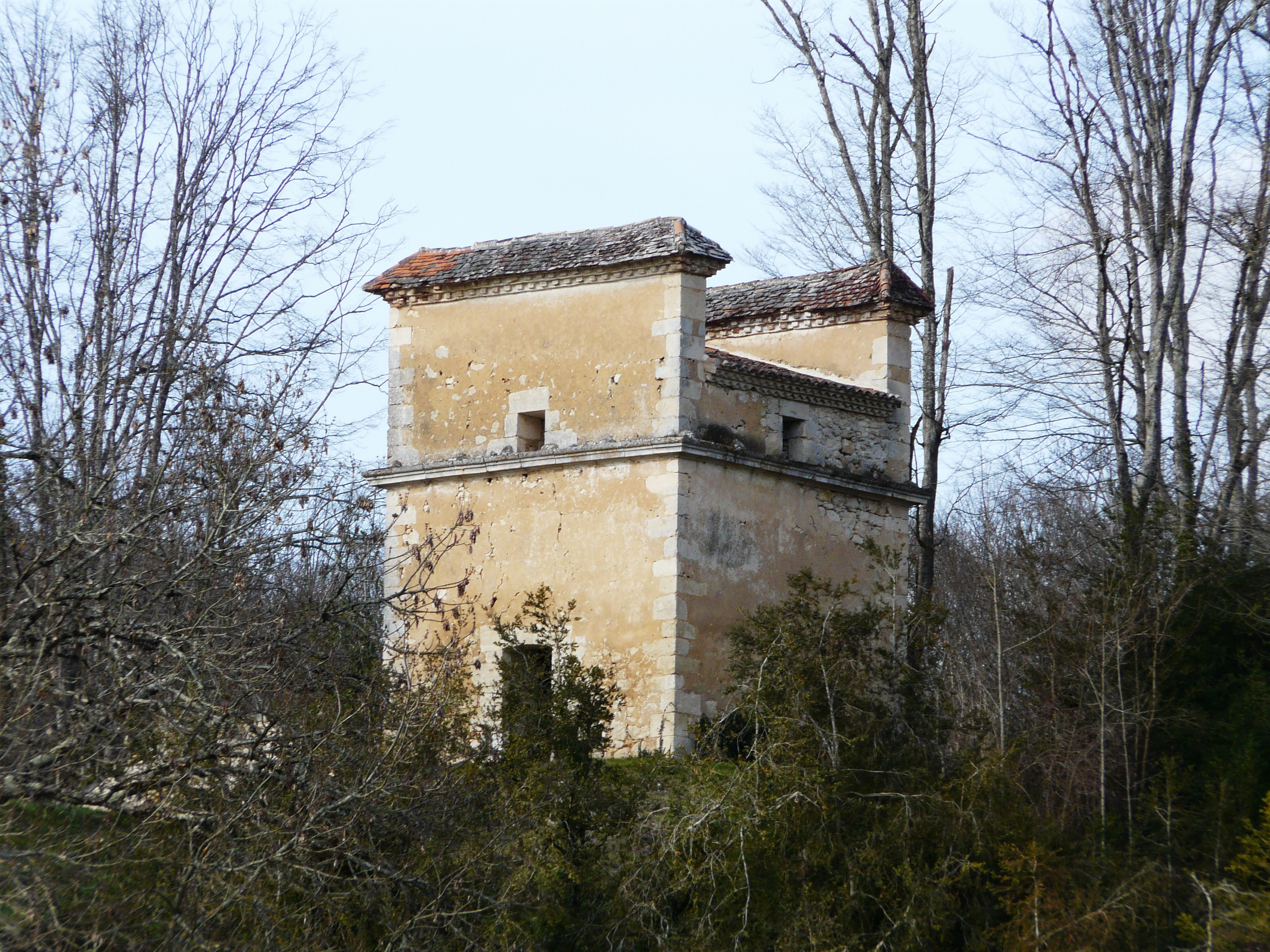
Taubenturm im Département Dordogne, 18. Jahrhundert
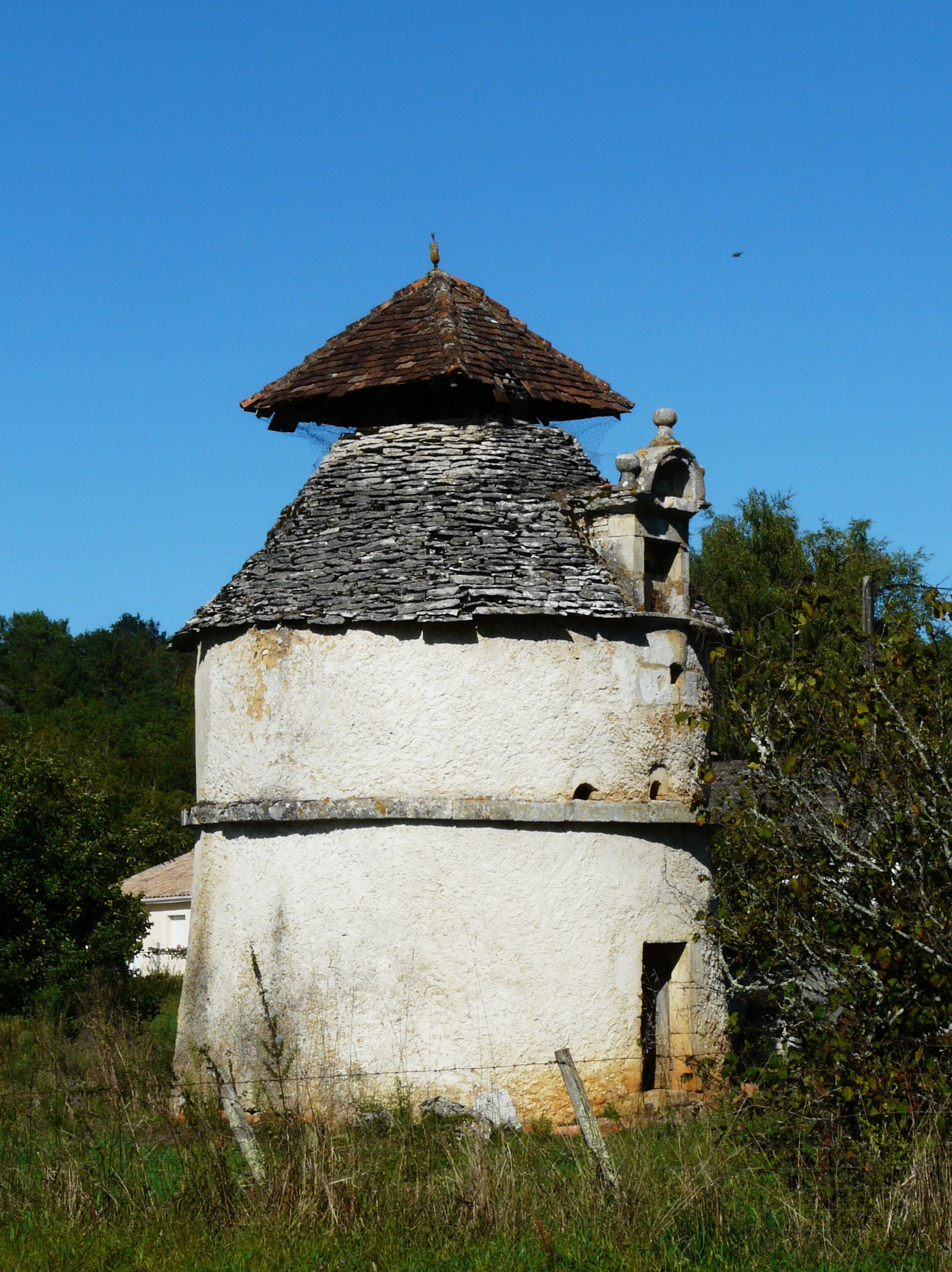
Taubenturm mit pyramidenförmiger Laterne, 16. oder 17. Jahrhundert

### Taubentürme in oder an Wohngebäuden

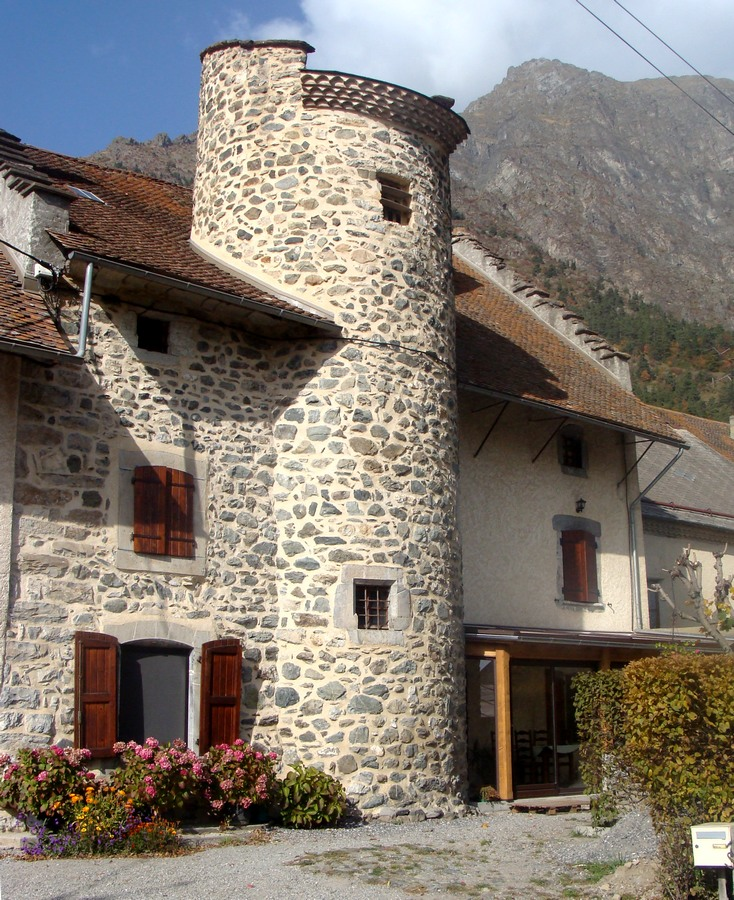
Taubenturm im Département Hautes-Alpes
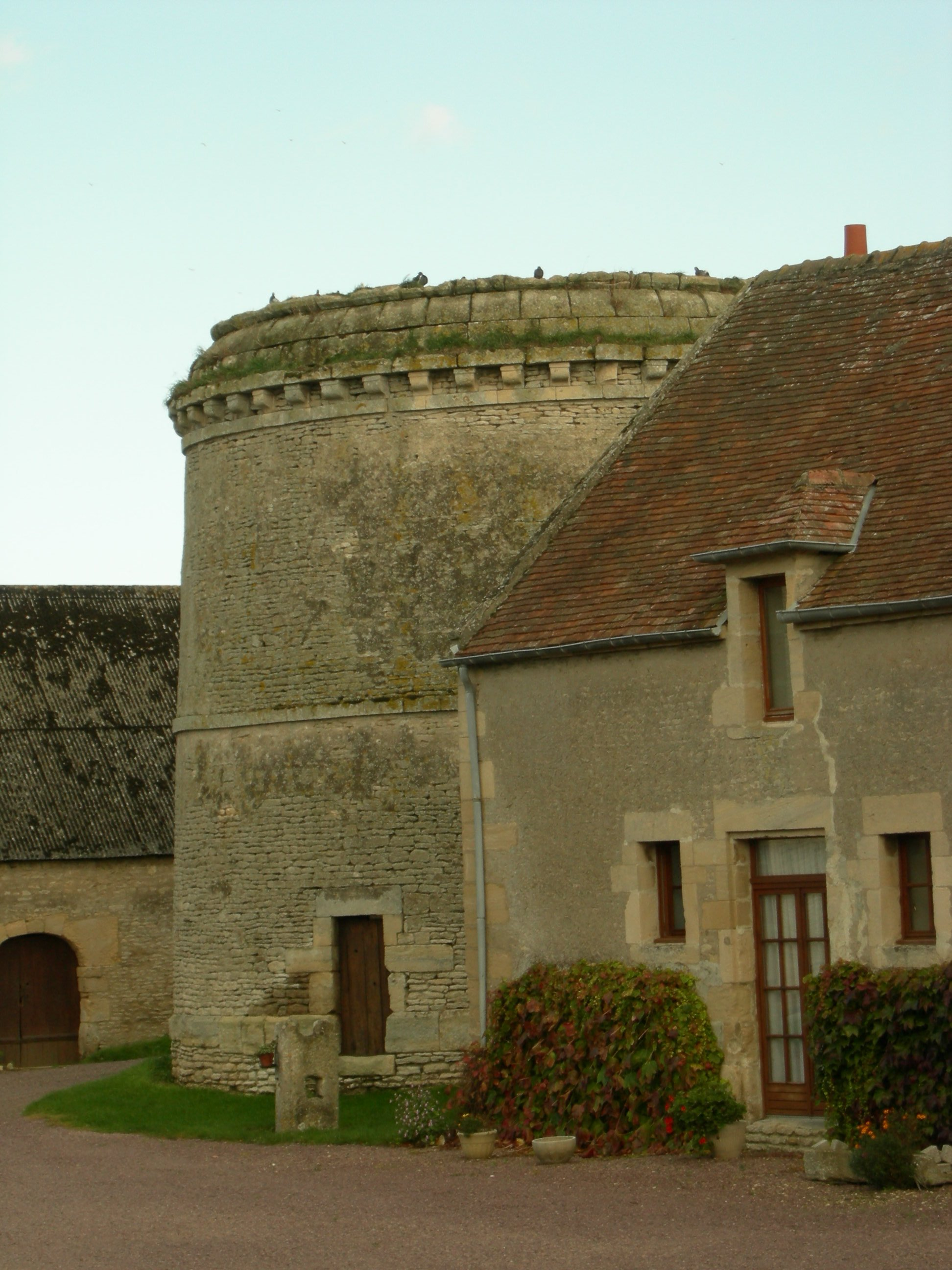
Taubenturm im Département Calvados
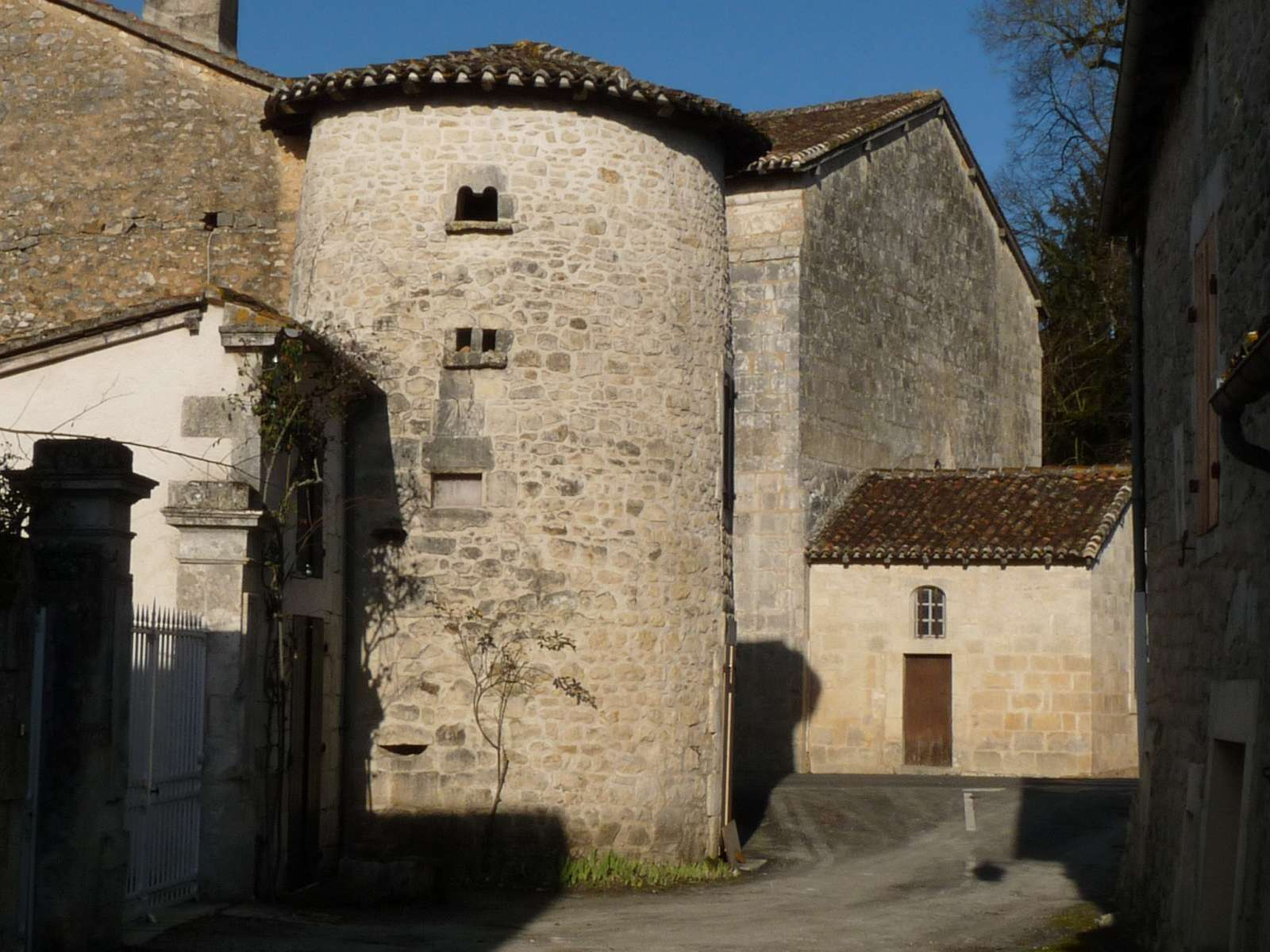
Taubenturm im Département Charente
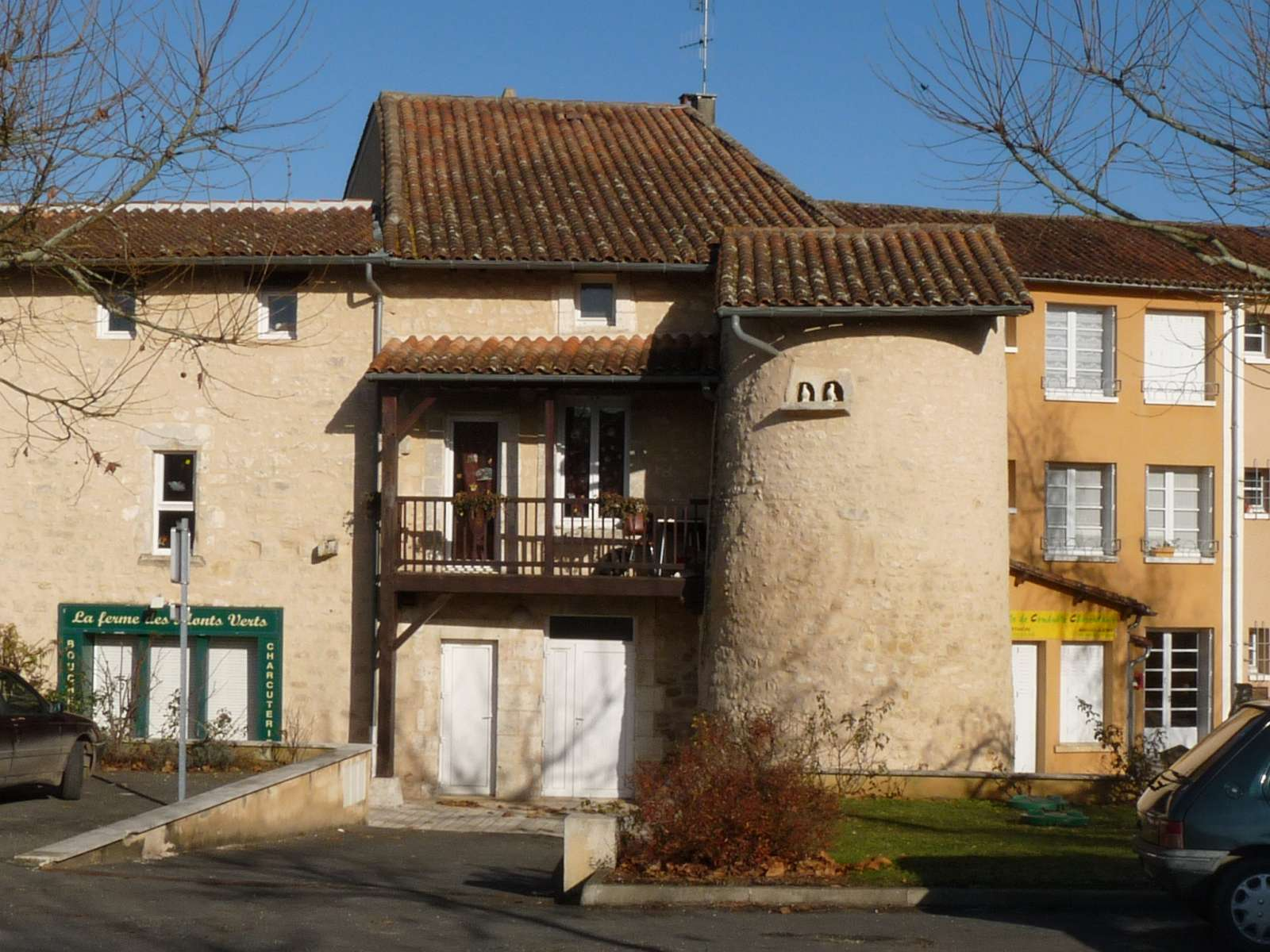
Taubenturm im Département Charente

## Fassadenschmuck
Fassadenschmuck ist an den Taubentürmen selten, lediglich Gesimse werden häufig angebracht, meist als Schutz gegen kletternde Raubtiere wie Katzen und Marder.

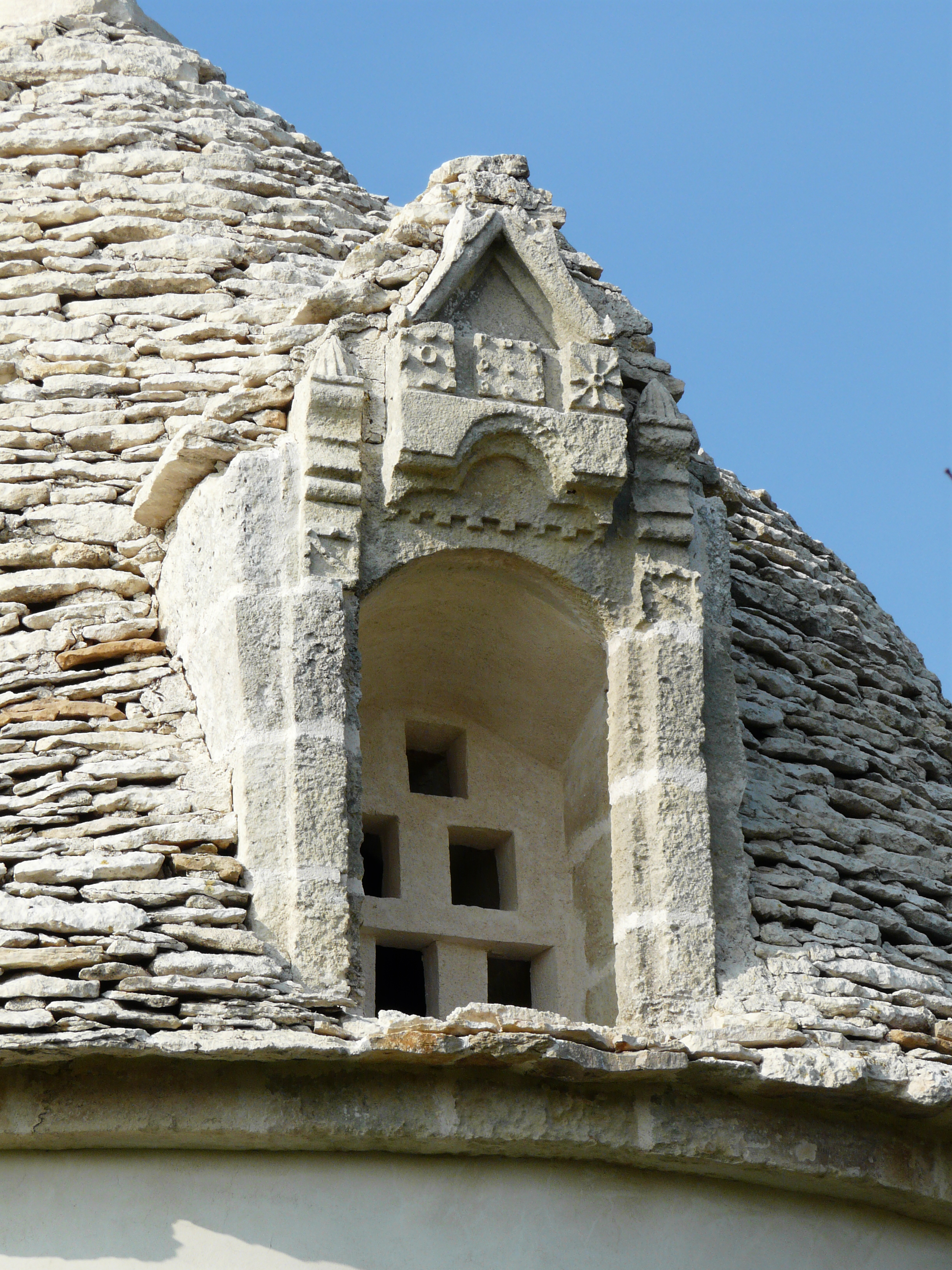
Taubenturm mit schmuckvoller Gaube, 17. Jahrhundert
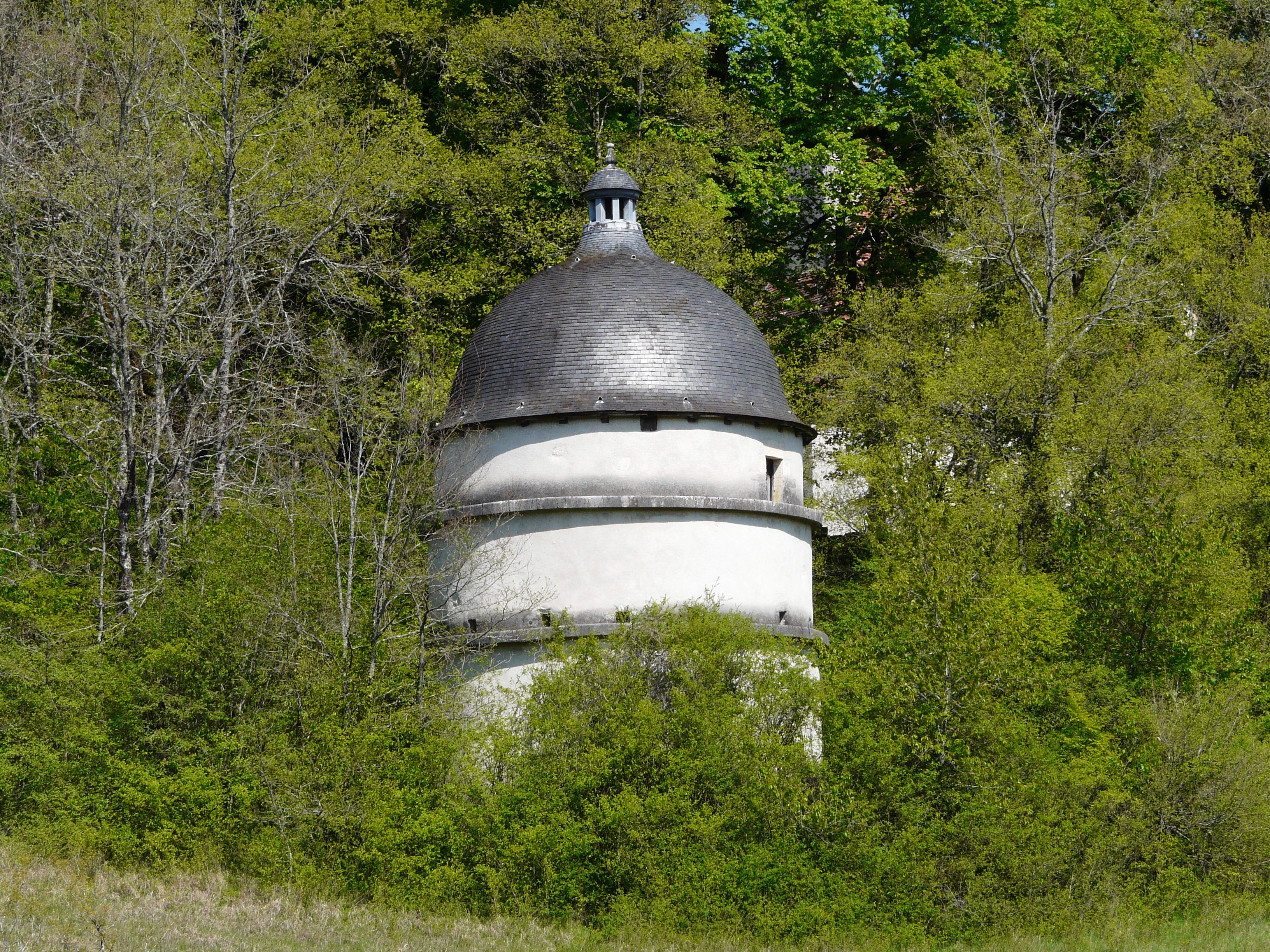
Taubenturm mit prächtigem Dach und Laterne
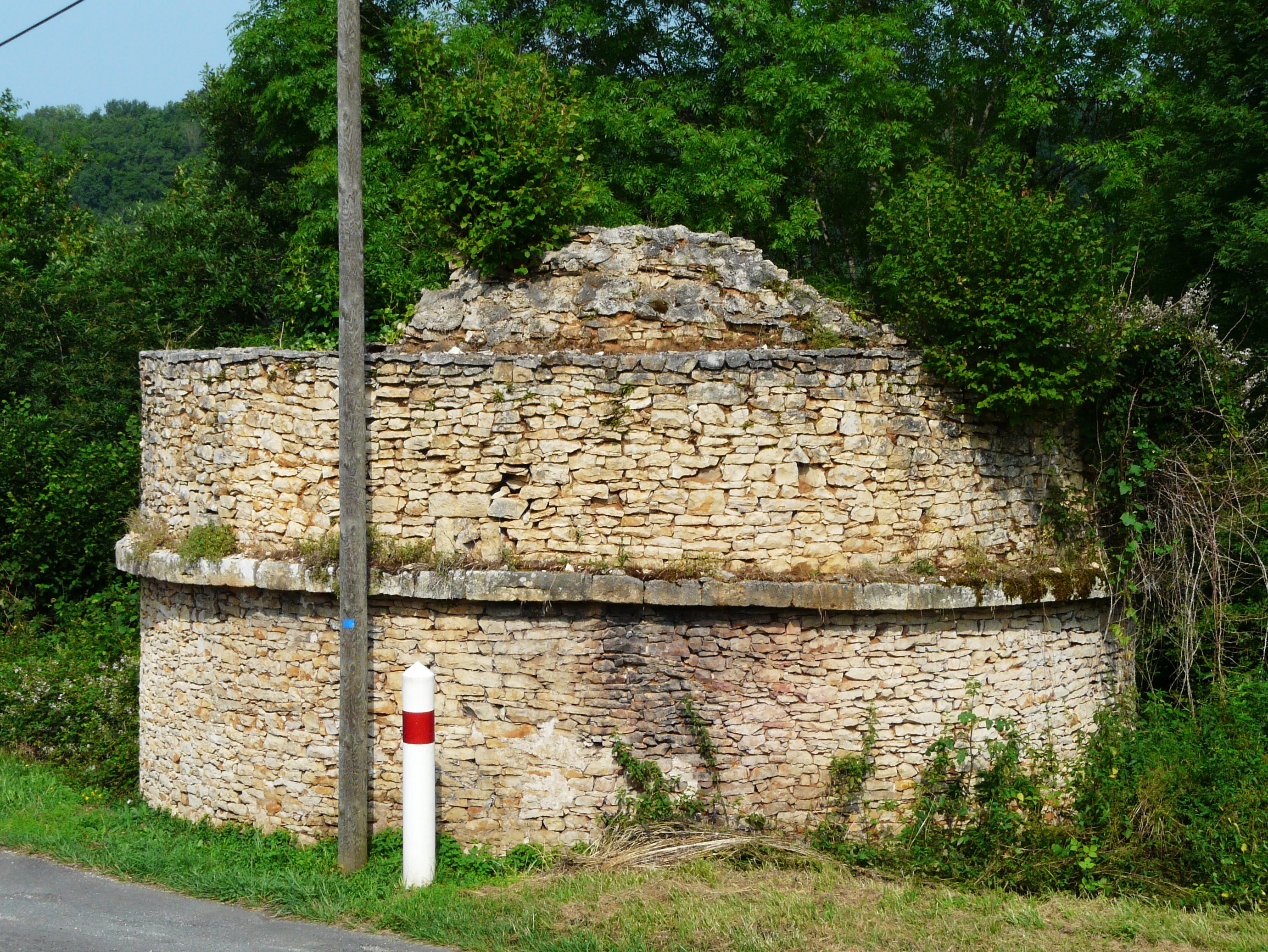
Bruchsteinmauerwerk mit Gesims eines eingestürzten Taubenturmes

## Taubennester

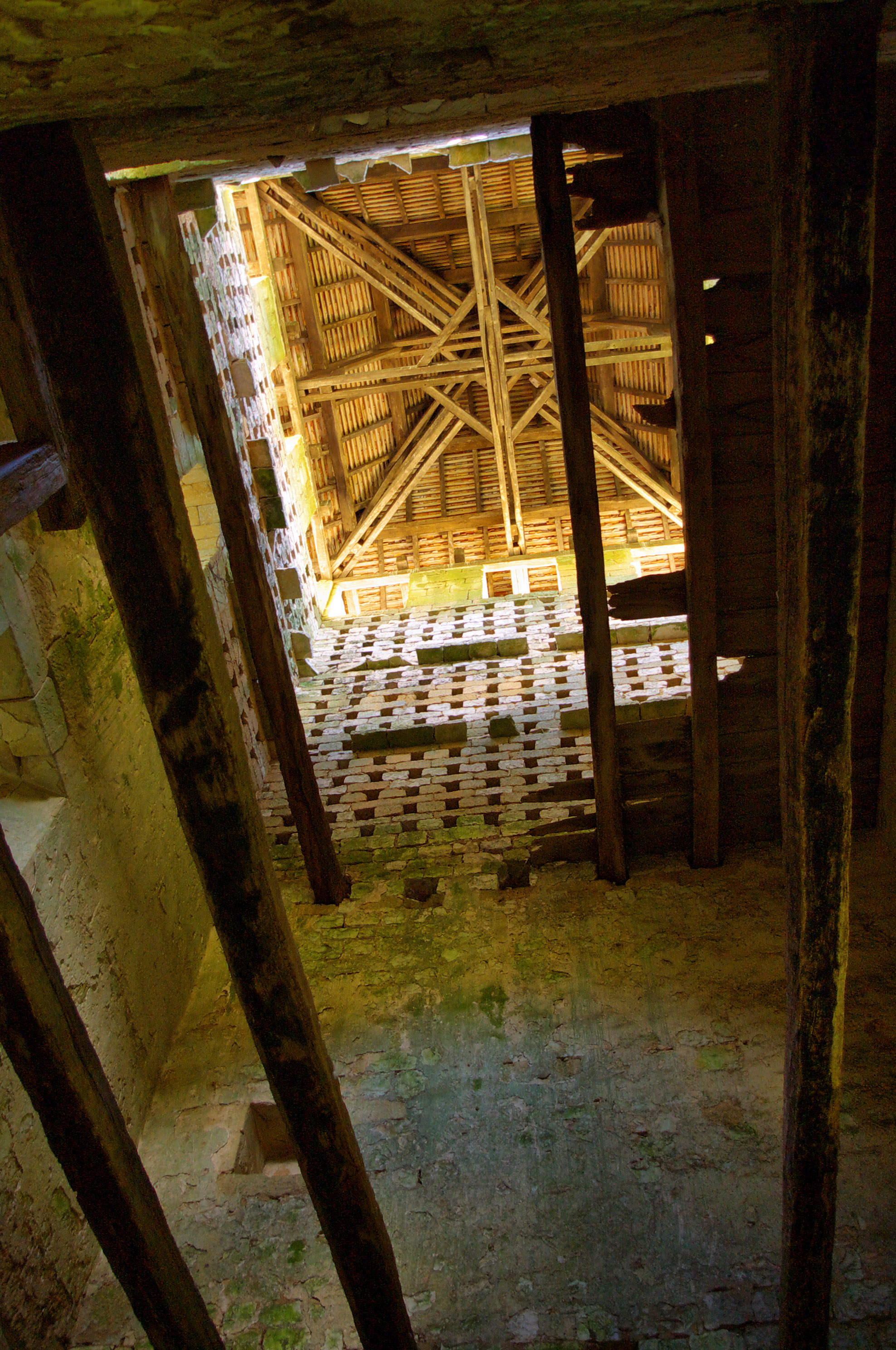
Taubenturm im Département Lot, 14. Jahrhundert
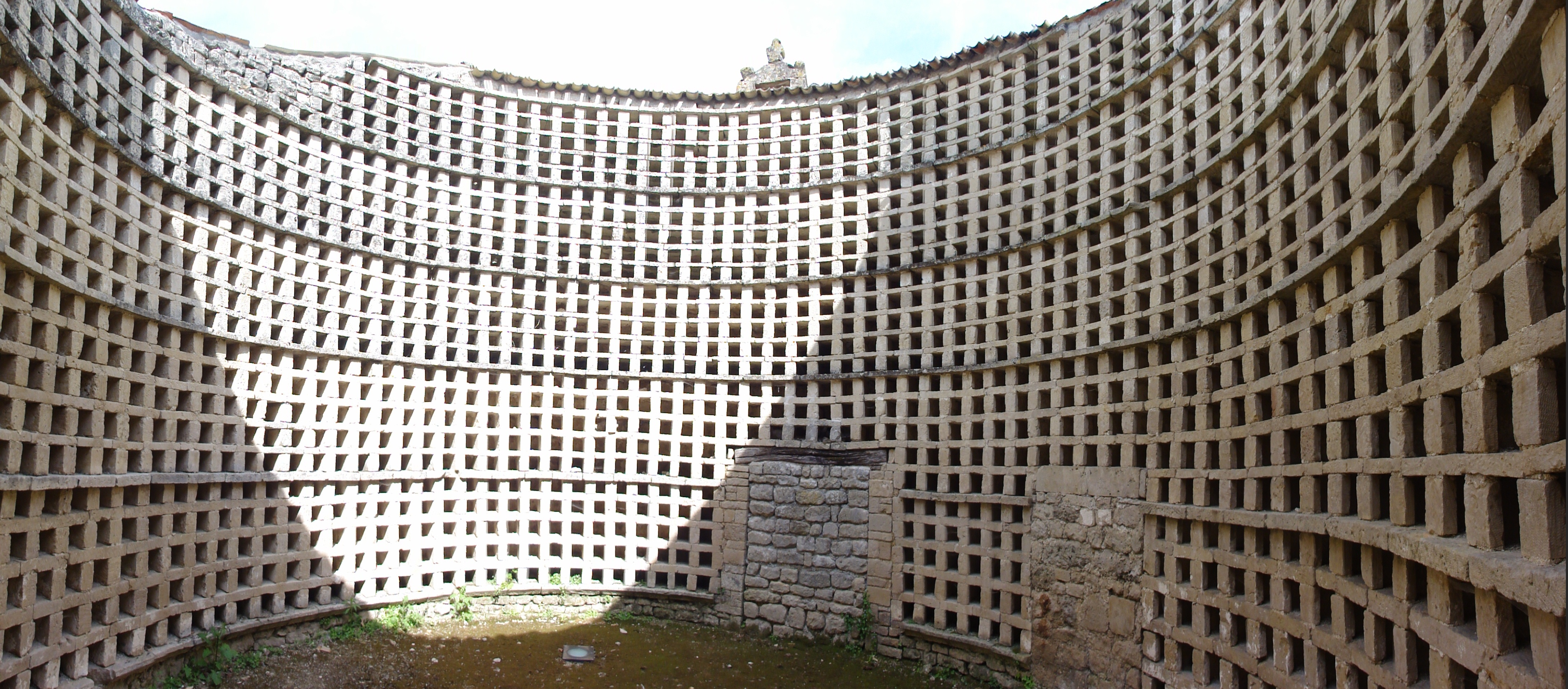
Taubenturm im Département Charente-Maritime
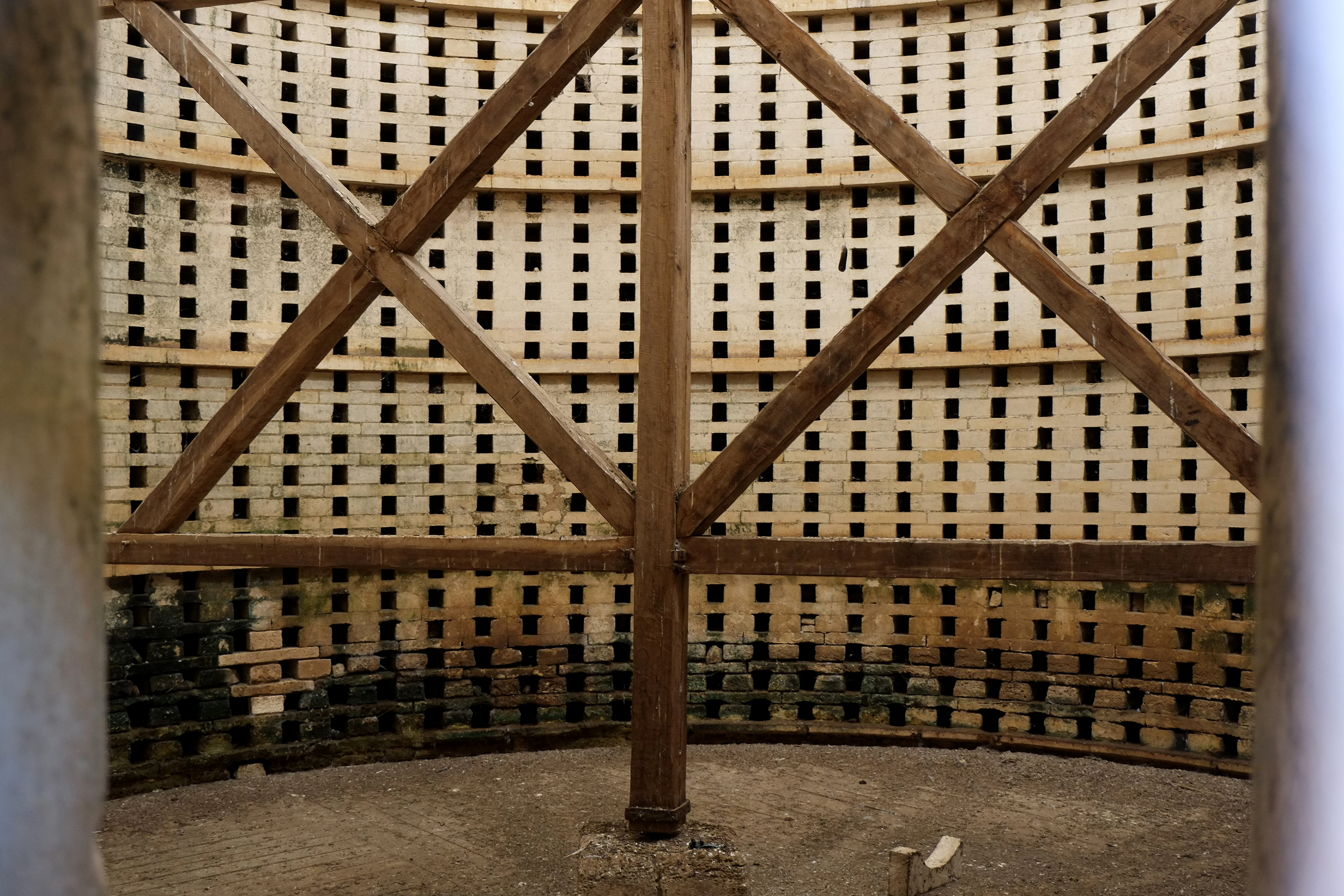
Taubenturm der Abtei Montierneuf im Département Charente-Maritime, 16. Jahrhundert
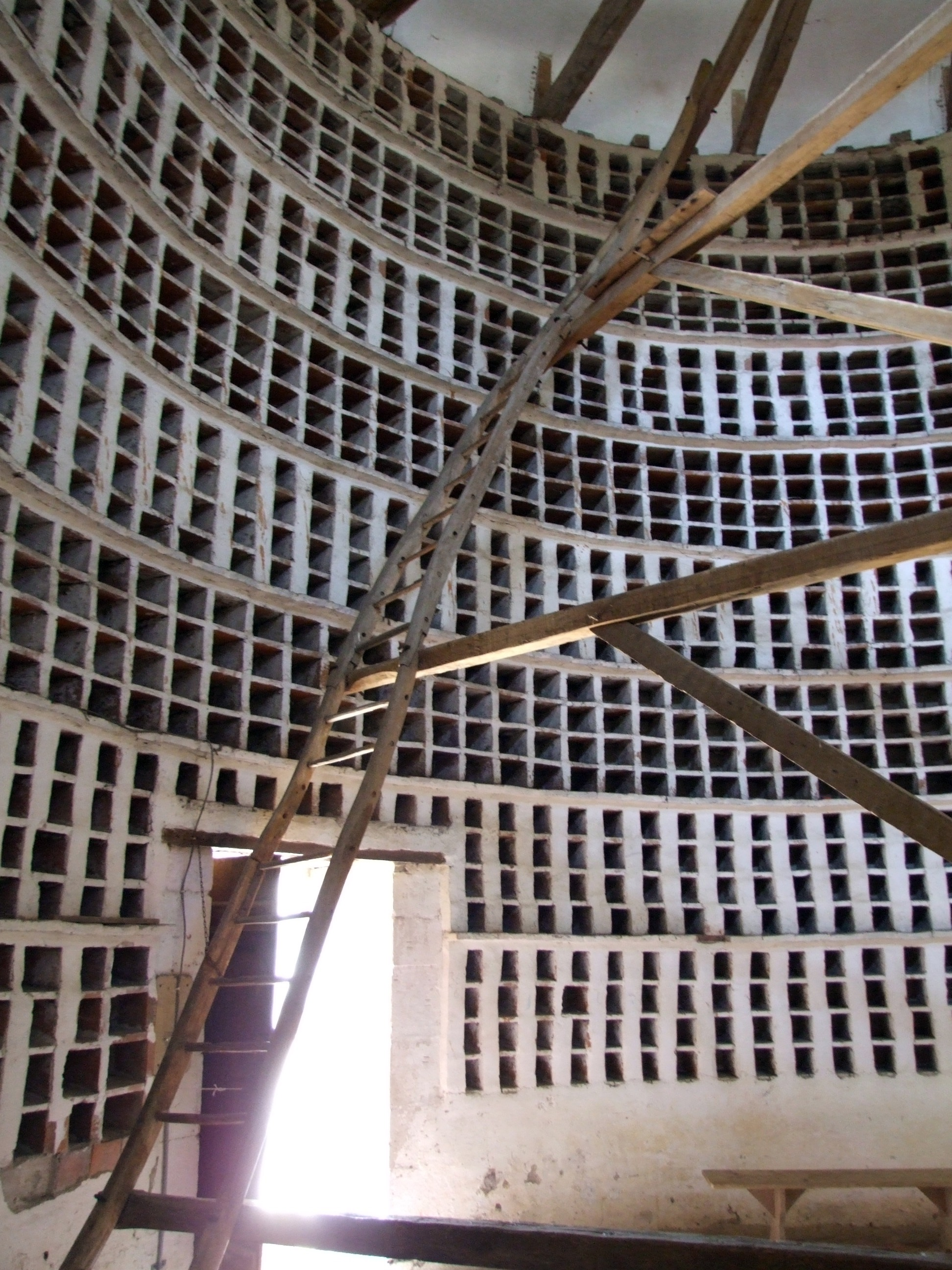
Taubenturm im Département Côte-d’Or, 17. Jahrhundert